# Зенит (футбольный клуб, Санкт-Петербург)
«Зени́т» — российский футбольный клуб из Санкт-Петербурга, выступающий в премьер-лиге. Чемпион СССР 1984, десятикратный чемпион России, обладатель Кубка СССР 1944, пятикратный обладатель Кубка России, девятикратный обладатель Суперкубка России, обладатель Кубка УЕФА 2007/2008 и Суперкубка УЕФА 2008.

## История

### Вопрос даты основания клуба
В календарях-справочниках XX века история «Зенита» велась от 1931 или 1930 года — по первому достижению команды ЛМЗ в чемпионате Ленинграда, либо от 1938 года — первого появления клуба в группе «А» чемпионата СССР. В конце 1990-х авторитетный петербургский коллекционер футбольных материалов, историк спорта Владимир Фалин высказал мнение, что команда ведёт своё начало от команды завода «Большевик», которая выступала в чемпионате СССР 1938 года под названием «Зенит». Эта команда, по утверждению Фалина, была преемницей команды «Мурзинка», основанной в 1914 году, и участвовала в дореволюционных чемпионатах города. Такой же версии придерживались в справочниках РФС и книге «Российский футбол за 100 лет» 1998 года. Мнения известных зенитовцев, опубликованные в 1998 году, разделились: Юрий Морозов и Владимир Казачёнок считали, что историю клуба надо вести от команды ЛМЗ, а Николай Люкшинов и Фридрих Марютин — от команды «Большевик».
В июне 1999 президент «Зенита» Виталий Мутко издал приказ «Об исторической дате рождения клуба „Зенит“». В созданную комиссию по определению даты основания футбольной команды, которую возглавил руководитель пресс-службы «Зенита» Леонид Генусов, вошли ветераны ленинградского футбола, представители клуба и известные историки российского спорта Юрий Лукосяк и Фалин, причём последний к тому времени уже отказался от версии преемственности «Большевика» от «Мурзинки». На первом заседании комиссии Лукосяк предложил на обсуждение пять вариантов основания клуба: 1914, 1931, 1936, 1938 и 1939 годы. Фалин предложил вести историю «Зенита» с 1925 года — со времени документально подтверждённого появления первых футбольных команд на Металлическом заводе имени Сталина, однако уже на втором заседании было принято решение считать годом основания «Зенита» 1936-й с аргументацией, что в этом году были организованы ДСО и проведены первые клубные чемпионаты СССР.
31 мая 2000 года комиссия всё-таки решила считать датой основания «Зенита» май 1925 года, с чем не согласился Лукосяк, утверждавший, что первые футбольные коллективы на заводе были созданы только в 1927—1928 годах и настаивавший, что отсчёт нужно вести с 1936 года — времени создания ДСО «Зенит» и «Сталинец».
В интервью 2018 и 2020 годов Лукосяк уже склонялся к версии основания «Зенита» в 1931 году, когда команда ЛМЗ заявилась в чемпионат Ленинграда. В майском материале журнала «Спартак» 1925 года (на котором основана нынешняя версия о времени основания клуба) говорилось лишь о планировании организации цеховых команд на заводе, в августовском же номере было сказано, что планируемое не осуществилось. Инструкторов спорта не было на ЛМЗ до конца 1920-х годов, команда завода выступала только в первенстве Союза металлистов в 4-5 группе. Согласно же газете ЛМЗ «Полюстровский гигант», заводская команда футболистов разбежалась в 1927 году, и организация футбольных команд на ЛМЗ была вновь запланирована с апреля 1929 года; в том же году прошла II летняя заводская спартакиада, куда были включены и соревнования по футболу. Нет сведений об играх футбольной команды ЛМЗ в турнирах даже районного масштаба во второй половине 1920-х годов. По словам Лукосяка дата была выбрана поспешно из-за подготовки справочников к старту «Зенита» в Кубке УЕФА 1999/2000.
Кроме того, 6 августа 1990 года на базе штатной команды мастеров «Зенит», учредителем которого был профком ЛОМО (на балансе которого команда состояла с конца 1950-х годов; встречаются различные варианты даты, когда клуб был передан в ведение ЛОМО — 1959, 1962, 1967 год), решением Исполкома Ленсовета был учреждён ленинградский городской клуб «Зенит». Учредителями нового клуба явились Исполком Ленсовета, Ленинградская ассоциация государственных предприятий, Леноблсовпроф, Ленгорспорткомитет и городская федерация футбола. Высшим органом управления являлся административный совет, состоявший из представителей организаций-учредителей. Президентом клуба стал спортивный обозреватель Ленинградского телевидения Владислав Гусев. Старый клуб самоликвидировался.
В нынешней форме клуб существует с 1993 года, когда было зарегистрировано закрытое акционерное общество «ФК „Зенит“». Президентом стал вице-мэр Санкт-Петербурга Виталий Мутко.

### 1925—1935. Первые годы
Официальной датой рождения клуба «Зенит» считается 25 мая 1925 года. Весной этого года, как сказано на официальном сайте клуба, были организованы футбольные команды физкультурного кружка Ленинградского металлического завода (ЛМЗ), с 1929 года ставшего носить имя Сталина. В первые годы эти команды выступали преимущественно на уровне внутризаводских соревнований, иногда проводя товарищеские матчи с коллективами соседних предприятий. Осенью 1929-го на завод пришёл новый молодой директор Иван Николаевич Пенкин, и в 1931 году команда дебютировала в чемпионате города. В осеннем первенстве «Металлический завод» занял третье место. В 1932 году команда Металлического завода в полуфинале I Всесоюзной спартакиады профсоюзов уступила землякам из «Красной зари» 0:5.
В 1934 году прошла масштабная реорганизация футбола на ЛМЗ. Заводу был передан в распоряжение недавно построенный в соседнем Полюстровском парке стадион имени Красного спортивного интернационала (КСИ). В том же году с соседнего завода «Красный выборжец» в ЛМЗ перешёл Борис Ивин. Вокруг этого высококлассного игрока началось строительство новой команды. В составе появились нападающие Виктор Смагин и Александр Гнездов, защитники Николай Салостин и Пётр Белов, полузащитники Алексей Иванов и Николай Родионов. В 1935 году в команде появился первый главный тренер — Павел Бутусов. Летом клуб стал финалистом Всесоюзного первенства ВЦСПС, уступив в решающем матче команде Московского электрозавода с Валентином Гранаткиным в воротах 0:1, пропустив гол на последней минуте.
В команде ЛМЗ в то время выделялись вратари Александр Шлейфер, игрок сборной СССР Георгий Шорец, защитник Сергей Медведев, нападающий Павел Донин, инсайды Владимир Лаврентьев и Иван Шебалов, нападающий Алексей Ларионов, Борис Ивин.

### 1936—1941. Дебют в чемпионате
Перед стартом первого чемпионата СССР 1936 года игроки команды выразили недоверие Павлу Бутусову, и его место занял Пётр Филиппов, который как игрок и как тренер в 1920—1930-х годах считался в СССР одним из лучших знатоков тактики футбола. Команда поначалу именовалась либо «Команда ЛМЗ им. Сталина», либо «Металлический завод». Только в конце мая, после передачи физкультурников ЛМЗ под эгиду ДСО «Сталинец», команда получила это имя. Цвета формы стали бело-голубые, по цветам эмблемы ДСО.
В первенстве страны «Сталинец» стартовал в группе «Б». Первый матч был сыгран 27 мая в Днепропетровске против «Динамо». Встреча завершилась со счётом 1:1, гол у «Сталинца» забил Алексей Ларионов. Потеряв перед самым началом первенства из-за болезни Георгия Шореца, клуб тем не менее потерпел только одно поражение от тбилисского «Динамо». В весеннем первенстве «Сталинец» занял третье место, а в осеннем — шестое.
В Кубке СССР команда дебютировала 26 июля на стадии 1/32 финала, разгромив в гостевом матче вторую команду московского «Локомотива» 7:1.
В 1937 году, завершив первый круг лидерами группы «Б», «Сталинец» претендовал на выход в группу «А». Однако состоявшийся в сентябре матч с «Торпедо» Москва и завершившийся победой «Сталинца» 3:1, был торпедовцами опротестован, а переигровка по окончании сезона завершилась вничью 2:2. В итоге «Сталинец» занял четвёртое место, отстав от победителя ленинградского «Спартака» на одно очко. В конце года домашний стадион КСИ был застроен корпусами расширявшегося ЛМЗ — команда лишилась также и тренировочной базы. Вплоть до Великой Отечественной войны клуб выступал на построенном в 1925 году на Петровском острове стадионе имени В. И. Ленина.
В 1938 году в группу «А», расширенную до 26 команд, был переведён и «Сталинец». В начале сезона в команде произошёл конфликт с главным тренером Петром Филипповым, который подал в отставку, и исполняющим обязанности тренера был назначен Борис Ивин. Первый матч на высшем уровне ленинградцы провели 12 мая в Сталино против «Стахановца», где, проигрывая 0:2, сравняли счёт благодаря дублю Сорокина — 2:2. Второй матч — с ростовским «Динамо» — также завершился со счётом 2:2, а затем последовали три поражения с общим счётом 1-12, и главным тренером стал Константин Егоров. По итогам сезона «Сталинец» занял 14 место и по регламенту должен был вернуться в группу «Б», однако в мае 1939 Всесоюзный комитет по делам физкультуры и спорта уже после начала чемпионата вернул команду в группу «А». В чемпионате клуб занял 11 место при 14 участниках.
Кубок СССР 1939 года стартовал для «Сталинца» 31 июля марафонским матчем с «Трактором» Сталинград — победный мяч при счёте 2:2 был забит на 134 минуте. В итоге клуб дошёл до финала, где 12 сентября на московском стадионе «Динамо» уступил местному «Спартаку» со счётом 1:3.
В феврале 1939 года в результате массовой реорганизации управления промышленностью Ленинградский металлический завод был передан в ведение Наркомата вооружений, при котором находилось ДСО «Зенит». Зимой 1939/40 происходил перевод физкультурников ЛМЗ из ДСО «Сталинец», объединявшем членов профсоюза рабочих электромашиностроительной промышленности, в ДСО «Зенит». Таким образом команда ЛМЗ «Сталинец» стала называться «Зенит».
На старте сезона-1940 «Зенит» набрал всего одно очко в пяти матчах, и на пост главного тренера вместо Егорова вернулся Филиппов. Но и под его руководством в первых десяти матчах команда пять раз сыграла вничью и пять раз проиграла. Две победы, одержанные Егоровым и Филипповым над «Локомотивом» Тбилиси — 2:1 и 3:2 соответственно, были аннулированы из-за исключения «Локомотива» из чемпионата за низкие результаты. В итоге «Зенит» занял 10 место при 13 участниках.
20 августа в гостевом матче против «Локомотива» Москва (6:1) и 15 сентября в домашнем матче против «Крыльев Советов» Москва (5:2) нападающий «Зенита» Евгений Одинцов сделал первые два хет-трика команды в чемпионате страны. Три предыдущих хет-трика — два в 1936 (Александр Гнездов и Виктор Смагин в матче с «Динамо» Харьков) и один в 1939 (Смагин в матче с «Трактором» Сталинград) были сделаны в аннулированных матчах.
Невысокие результаты команды в тридцатых годах в целом можно объяснить нехваткой классных игроков и утратой стадиона КСИ.
По окончании чемпионата-1940 в целях усиления позиций профсоюзного футбола были созданы сборные команды. Накануне чемпионата 1941 года были расформированы выступавшие в низших группах ленинградские «Красная заря» и «Авангард». Их лучшие игроки усилили состав «Зенита», ставший «профсоюзной сборной» Ленинграда. В команду пришли Борис Левин-Коган, Борис Чучелов, Алексей Яблочкин, Виктор Бодров, Николай Копус. Главным тренером стал Константин Лемешев. В восьми матчах команда, лидером которой стал Пётр Дементьев (Пека), одержала только две победы, при этом впервые выиграв у московского «Спартака». 22 июня чемпионат был прерван из-за начавшейся Великой Отечественной войны.

### 1941—1949. Кубок команды Лемешева

Леонид Иванов

В условиях войны Ленинградский металлический завод не подлежал полной эвакуации, и в первой половине июля 1941 года был произведён срочный перевод ведущих спортсменов ЛМЗ в штат эвакуируемого Государственного оптико-механического завода (ГОМЗ), и основной состав «Зенита» оказался под Казанью. В Ленинграде остались ветераны команды. Они сражались на границах города, работали на ЛМЗ, водили машины по Дороге жизни. На фронте и в блокадном городе погибло много ленинградских футболистов. Среди них были Борис Ивин, Николай Салостин, Самуил Козинец, Аркадий Ларионов, братья Борис, Евгений и Валентин Шелагины. Выжившие игроки в 1942 году принимали участие в «блокадных матчах».
В 1943 году эвакуированные зенитовцы были переведены в подмосковный город Калининград, где они работали на артиллерийском заводе и продолжали тренироваться. В том же году вместе с некоторыми игроками московского «Спартака» командой московского «Зенита» они приняли участие в первенстве Москвы, где заняли шестое место среди восьми участников. Тренером был Константин Квашнин. В освобождённый от блокады Ленинград «Зенит» вернулся в феврале 1944 года.
30 июля 1944 «Зенит» стартовал в 1/16 розыгрыша Кубка СССР, который было решено провести несмотря на неоконченную войну. Обыграв по ходу турнира под руководством Константина Лемешева первую (3:1) и вторую (0:0, 1:0) команды московского «Динамо», Динамо «Баку» (1:0), Спартак «Москва» (2:2, 1:0, д. в.), команда вышла в финал, где 27 августа на московском стадионе «Динамо» обыграла ЦДКА 2:1. «Зенит» завоевал свой первый трофей, весь розыгрыш проведя в неизменном составе: вратарь Леонид Иванов, защитники Иван Куренков (капитан), Николай Копус, Алексей Пшеничный, полузащитники Алексей Яблочкин, Виктор Бодров, нападающие Борис Левин-Коган, Николай Смирнов, Борис Чучелов, Алексей Ларионов, Сергей Сальников. В Ленинграде, где встречали команду, на Невском проспекте было перекрыто движение, каждый игрок ехал в персональном открытом лимузине. Чествование состоялось во Дворце труда.
В первом послевоенном чемпионате «Зенит» занял шестое место. Во втором круге команда выдала десятиматчевую беспроигрышную серию (4 победы, 6 ничьих), но последний матч завершился крупным поражением от чемпиона — московского «Динамо» 0:5, причём вратарь «Динамо» Хомич отбил два пенальти, пробитых Бодровым. В Кубке СССР «Зенит» дошёл до полуфинала, где был разгромлен ЦДКА со счётом 0:7, что привело к увольнению Лемешева. В 1946 году команду принял Михаил Бутусов. В июне «Зенит» провёл первые в своей истории международные матчи. В Финляндии на спортивном празднике, устроенном Ассоциацией рабочего спорта Финляндии (ТУЛ), были обыграны сборные ТУЛ 5:0, 2:0 и сборная Стокгольма 4:0. Но в середине чемпионата после в целом неудачных результатов (4 победы, 2 ничьи, 8 поражений) и домашнего разгрома 0:5 от аутсайдера, минского «Динамо», Бутусов подал в отставку. С новым тренером Иваном Талановым «Зенит» занял 9 место из 12 участников в 1946 году и шестое место из 13 участников в 1947. В том же году клуб перешёл из-под опеки завода ГОМЗ обратно на баланс Областного совета ДСО «Зенит», который не обладал серьёзными организационными и финансовыми возможностями. По-прежнему у команды отсутствовала своя спортивная база. Несмотря на появление в составе таких перспективных футболистов, как Иван Комаров, Фридрих Марютин, Лазарь Кравец, Анатолий Коротков, Николай Гартвиг, Василий Фалин, «Зенит» к лету 1948 года оказался внизу таблицы, дублирующий состав занимал последнее место в своём турнире, появилась угроза расформирования команды.
В июле 1948 года на пост главного тренера вернулся Константин Лемешев, под руководством которого «Зенит» одержал всего две победы и занял 13-е, предпоследнее место в чемпионате. В первых 11 матчах следующего чемпионата команда одержала восемь побед при трёх ничьих, пропустив один гол — с пенальти, но матч с другим лидером — московским «Динамо» — завершился разгромом «Зенита» 0:8. В конце сезона из-за травм, дисквалификаций и короткой скамейки ленинградцы потерпели шесть поражений подряд и заняли в итоге пятое место. В тяжёлом стартовом турне чемпионата-1950 в Баку, Тбилиси и Ереване «Зенит» одержал четыре победы с общим счётом 15:5. 30 июля матчем с земляками-динамовцами в присутствии 100 тысяч зрителей прошло открытие стадиона имени Кирова, ставшим домашним для «Зенита» на следующие сорок лет. Летом же врачи диагностировали проблемы с сердцем у Константина Лемешева, однако он продолжал руководить командой в домашних матчах, на выезде руководство осуществлял его помощник Георгий Ласин. Во время домашнего матча 17 сентября со сталинским «Шахтёром» Лемешеву стало плохо, его прямо со стадиона увезли в больницу, а несколько дней спустя в возрасте 43 лет он скончался. В чемпионате «Зенит» занял шестое место, забив 70 голов в чемпионате (в среднем 1,94 за матч), 22 из которых на счету Анатолия Короткова. Эти показатели были перекрыты лишь в 2010-х годах. Так закончилась эпоха Лемешева, при котором «Зенит» показывал яркую, остроатакующую, динамичную игру. В этой команде выделялись нападающие Иван Комаров и Николай Смирнов, инсайды Фридрих Марютин и Анатолий Коротков, полузащитники Борис Левин-Коган и Лазарь Кравец, защитник Алексей Пшеничный. В воротах стоял один из лучших вратарей в истории советского футбола Леонид Иванов.

### 1950—1960. Люкшинов, Алов, Жарков
В 1950-х годах оставались нерешёнными прежние проблемы «Зенита»: отсутствие собственной спортивной базы, серьёзные финансовые и организационные трудности, низкие результаты дубля. За неполные семь лет в «Зените» сменилось пять тренеров.
В 1951 году «Зенит» Ласина занял седьмое место. При этом из игры команды пропали эмоциональность и импровизационность, форварды потеряли отлаженные Лемешевым игровые связи, не брали на себя ответственность решающего удара. В коллективе образовались группировки, участились нарушения дисциплины и спортивного режима. По окончании сезона Ласин подал в отставку.

Лев Бурчалкин

В 1952 году главным тренером «Зенита» стал младший брат Константина Лемешева — Владимир. Команда усилилась защитниками Сергеем Северовым и Николаем Самариным, нападающим Петром Катровским и заняла в чемпионате седьмое место. В 1953 году «Зенит» некоторое время претендовал на медали, но остался в итоге пятым. После неудачного начала сезона-54 «Зенит» возглавил Николай Люкшинов. Результатами его работы стали седьмое место (при 13 участниках) в 1954 году, восьмое (при 12) в 1955 и полуфинал Кубка СССР 1954, после чего главным тренером стал Аркадий Алов.
Начав омоложение команды, Алов ввёл в состав будущих ведущих игроков Станислава Завидонова, Анатолия Дергачёва, Марка Гека, Владимира Мещерякова, Роберта Совейко, но на тот момент результата это не принесло: Алов, не обладая должными тренерскими и педагогическими способностями, потерял среди игроков уважение. Команда играла вяло и безвольно и заняла в 1956 году 9-е место при 12 участниках. Неудачное начало чемпионата 1957 года привело 14 мая к «футбольному бунту» — самым крупным в истории советского и российского футбола беспорядкам до событий июня 2002 года в Москве.
По результатам расследования «футбольного бунта» всё руководство клуба и весь тренерский состав команды были полностью сменены. Возглавил «Зенит» тренер-дебютант Георгий Жарков из Москвы. С трудом команда заняла в итоге 10-е место из двенадцати. Жаров также вводил в состав талантливых новичков, впоследствии сыгравших в истории «Зенита» важные роли: Вадима Храповицкого, Николая Рязанова, Льва Бурчалкина, Олега Морозова.
В период 1951—1957 годов в составе выделялись центральный защитник, капитан команды Николай Самарин, защитник Николай Гартвиг, полузащитники Юрий Войнов, Лазарь Кравец, нападающий и капитан Фридрих Марютин, нападающий Александр Иванов, вратарь Леонид Иванов.
Леонид Иванов и Фридрих Марютин принимали участие в Олимпийских играх 1952 года, а Иванов был признан лучшим вратарём турнира и включён в его символическую сборную. Также за сборную СССР выступал Юрий Войнов.
В чемпионате 1958 года молодая, волевая команда «Зенита» проявила агрессивную, сбалансированную игру и хорошую физическую подготовку. Были обыграны будущий чемпион «Спартак» (4:2), прошлогодний чемпион московское «Динамо» (4:1), киевское «Динамо» (3:1), однако финальные неудачи привели клуб на четвёртое место. По окончании сезона «Зенит» был признан лучшей профсоюзной командой года. Дубль под руководством Николая Гартвига занял третье место.
Сезон-1959 начался для «Зенита» с гостевых побед над киевским «Динамо» и донецким «Шахтёром». В двух следующих домашних матчах 2 и 9 мая со «Спартаком» и ЦСК МО соответственно за счёт сооружения на верхнем кольце стадиона имени Кирова дополнительных деревянных трибун был установлен абсолютный рекорд посещаемости в истории советского футбола — по 110 тысяч зрителей. До середины лета «Зенит» держался в тройке команд, но в итоге — восьмое место при 12 командах. В межсезонье Жарков получил предложение войти в штаб первой сборной СССР. В чемпионате-1960 турнирное положение команды ухудшалось, и в августе Жарков отправился в столицу. Главным тренером стал выступавший ещё в прошлом году за «Зенит» Геннадий Бондаренко, c которым команда заняла 15-е место при 22 участниках.
В эти годы в команде можно выделить пару полузащитников, одну из сильнейших в советском футболе, — Станислава Завидонова и Анатолия Дергачёва, также Олега Морозова; фланговых нападающих Валентина Царицына и капитана Александра Иванова; инсайдов Бориса Батанова и Геннадия Бондаренко; защитников Марка Гека и Роберта Совейко.

### 1961—1977. Смутные времена

Владимир Голубев

В 1961 году главным тренером «Зенита» был назначен Евгений Елисеев. Он отказался от морально устаревшей системы «дубль-вэ» (3-2-5) в пользу бразильской схемы 4-2-4. В команде появились новые защитники Василий Данилов, Виктор Спиридонов, Владимир Непомилуев, Эвальд Алам. Вратарская позиция после ухода в 1956 году Леонида Иванова укрепилась Владимиром Востроиловым. Появился опытный фланговый нападающий Анатолий Васильев. Команда сменила мелкую распасовку на широкие скоростные атаки с быстрыми фланговыми проходами, заиграла агрессивно, результативно. В 1961 году «Зенит» занял 13 место, в 1962 — одиннадцатое при 22 командах, в том году 23 июня была одержана рекордная для команды в советских чемпионатах победа над «Жальгирисом» 7:0, 19 октября были обыграны тбилисские динамовцы 5:0. В розыгрыше Кубка СССР-1961 команда дошла до полуфинала, где проиграла московскому «Торпедо» 0:2.
В сезоне-63 «Зенит» выдал 16-матчевую беспроигрышную серию, но в итоге занял шестое место. Осенью вступила в строй тренировочная база в парке Челюскинцев (с 1991 года — Удельный парк). В Ленинграде результат посчитали удачным. В следующем году в команде ослабла дисциплина, участились нарушения спортивного режима. Несмотря на то, что в июне «Зенит» дошёл до финала Кубка Флоренции, где обыграл двукратного обладателя Кубка чемпионов (1961, 1962) португальскую «Бенфику» с Эйсебио в составе, Елисеев в июле был отправлен в отставку. В его команде выделялись нападающие Николай Рязанов, Вадим Храповицкий, Анатолий Васильев, Лев Бурчалкин, полузащитник Станислав Завидонов, защитники Василий Данилов, Совейко, Спиридонов, Непомилуев, вратарь Владимир Востроилов.
Увольнение Елисеева положило начало долгому смутному периоду в истории «Зенита». Новый тренер Валентин Фёдоров не привнёс в тактику игры команды ничего принципиально нового, практически не менял имеющийся состав, при нём продолжился процесс распада. Результаты «Зенита» — 11 место при 17 командах в 1964 году, 9 при 17 в 1965 (в этом году в команду пришёл Павел Садырин) и 16 при 19 в 1966. В последних 10 матчах сезона-66 «Зенит» сыграл вничью три матча и проиграл семь, забив всего три мяча. Команда играла безвольно, ведущие игроки Завидонов, Дергачёв, Васильев, Востроилов, Совейко, Рязанов вплотную подошли или перешли за 30-летнюю отметку. Многие ветераны сдали физически, некоторые ощущали свою незаменимость и расслабились, однако серьёзная перестройка состава не производилась. Фёдорову не хватало твёрдости, решительности и жёсткости. Ленинградские болельщики через газеты требовали немедленно снять тренеров и обновить состав команды.
Главным тренером был назначен уже тренировавший 10 лет назад и получивший неоднозначную оценку своей работы Аркадий Алов. Он решительно взялся за обновление состава, но это не принесло результата. С самого начала сезона-1967 команда стала проигрывать матчи. Как и десять лет назад, «Зениту» не хватало сыгранности, игровой мысли, бойцовского духа, тренер был не в состоянии организовать команду. Алов смело привлекал молодёжь: защитников Михаила Лохова, Вячеслава Булавина, нападающего Владимира Гончарова, но не смог сложить боеспособный коллектив.
По итогам чемпионата «Зенит» занял последнее, 19 место с шестиочковым отставанием от 18 места и согласно регламенту выбыл в класс «Б», однако перед началом следующего сезона команду в честь 50-летия Октябрьской революции оставили в первой группе «А» вопреки спортивному принципу; чемпионат в 1968 году был расширен до 20 команд. «Зенит» возглавил армянский тренер Артём Фальян. Вместе с ним из «Арарата» пришли Рауф Юмакулов, Георгий Вьюн, Сергей Погосов, Геннадий Унанов. При Фальяне первые матчи за «Зенит» провели будущие ведущие игроки команды: полузащитник Алексей Стрепетов, защитник Владимир Голубев, нападающие Георгий Хромченков и Борис Кох. Команда выделялась физической подготовкой, скоростью игры и самоотдачей всех игроков. В 1968 году «Зенит» занял 11 место, в 1969 — 9. В 1970 году властный и независимый Фальян вошёл в конфликт со спортивными начальниками Ленинграда и в середине сезона был уволен.

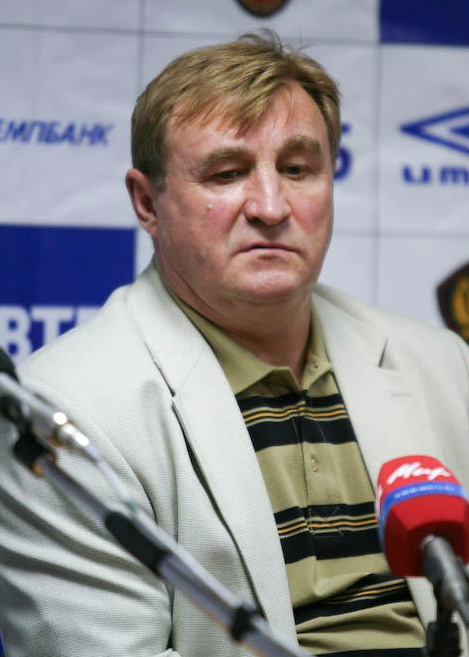
Владимир Казачёнок

В «Зенит» был приглашён москвич Евгений Горянский. Дипломатичный и компромиссный тренер поменял стиль команды: розыгрыш мяча стал неторопливым, делался упор на крепкую оборону и тщательную подготовку атак. Скорости упали, но появилась комбинационная игра. При Горянском в составе появились защитники Юрий Загуменных и Александр Дерёмов, вратарь Владимир Пронин, нападающие Анатолий Зинченко и будущий любимец ленинградских болельщиков Владимир Казачёнок. В 1970 году «Зенит» занял 14 место при 17 участниках, в 1971 — 13 при 16. В 1972 году благодаря победам в последних четырёх матчах над «Динамо» Тбилиси 5:0, «Араратом» 2:0 (обе — дома), «Динамо» 4:1 и «Локомотивом» 6:1 (обе — в Москве) «Зенит» финишировал седьмым, отстав от второго места всего на два очка.
По окончании сезона Горянский перешёл на работу старшим тренером сборной СССР, а в «Зенит» пришёл Герман Зонин, ставший в минувшем сезоне с ворошиловградской «Зарёй» чемпионом СССР. Он делал основную ставку на атлетизм, выносливость и морально-волевые качества игроков. Игра команды стала быстрее, но проще и прямолинейнее. Зонин резко увеличил физические нагрузки на тренировках, объём и интенсивность которых тоже возросла. При нём начала работать Комплексная научная группа (КНГ), которая контролировала и анализировала тренировочный и игровой процессы. В составе дебютировали вратарь Владимир Олейник, нападающие Андрей Редкоус и Александр Маркин, а также будущие чемпионы СССР Анатолий Давыдов, Владимир Клементьев, Вячеслав Мельников, Николай Ларионов. Однако команда продолжала оставаться середняком.
В 1973 году «Зенит» занял 11-е место в Высшей лиге чемпионата СССР, уступив в последнем туре в гостях «Арарату», который впервые в истории стал чемпионом СССР. Факт такого поражения породил слухи о том, что ленинградцы якобы «сдали» матч в обмен на то, чтобы подольше пробыть в Армении. Также гуляла байка о том, что «Зенит» за время своего отдыха ещё и провёл пару встреч против местных любительских коллективов, получив по 30 тысяч рублей за каждую такую встречу. Лучшим достижением команды под руководством Зонина стало 5-е место в осеннем чемпионате 1976 года, где лучшим бомбардиром первенства стал Александр Маркин с 13 голами и полуфинал Кубка СССР 1977 года. В августе 1977 Зонин был прямо со стадиона отправлен в больницу с сердечным приступом, и сезон заканчивал помощник Владимир Корнев.
Из игравших в последнее десятилетие игроков можно выделить защитников Юрия Загуменных, Вячеслава Булавина, Михаила Лохова, Владимира Голубева, вратаря Владимира Олейника, полузащитников Георгия Вьюна и многолетнего капитана Павла Садырина, нападающих Георгия Хромченкова, Александра Маркина, Анатолия Зинченко.

### 1978—1987. «Бронза» Морозова, «золото» Садырина и бунт

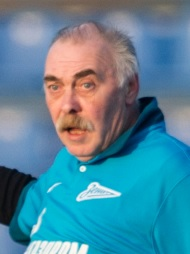
Юрий Желудков

В 1978 году команду возглавил 43-летний Юрий Морозов. В первые два года он не предпринимал существенных изменений. В составе по-прежнему доминировали приезжие игроки среднего класса, а «Зенит» в 1978 и 1979 годах дважды занимал в чемпионате 10 место. Перед сезоном-1980 Морозов начал коренную перестройку игры и состава команды. В расположении «Зенита» появились воспитанники ленинградских футбольных школ «Смена», «Зенит» и других. Многие из молодых новичков впоследствии образовали костяк на десятилетие вперёд: нападающие Юрий Желудков и Юрий Герасимов, полузащитники Валерий Брошин и Александр Захариков, защитники Алексей Степанов и Владимир Долгополов. Позже в команде закрепились нападающие Борис Чухлов и Сергей Дмитриев, полузащитники Сергей Веденеев и Дмитрий Баранник, защитники Сергей Кузнецов и Геннадий Тимофеев. Морозов вернул покинувших «Зенит» при Зонине Николая Ларионова, Анатолия Зинченко и Владимира Казачёнка и пригласил вратарей: опытного Александра Ткаченко и молодого Михаила Бирюкова.
В 1980 году «Зенит» впервые в истории выиграл медали чемпионата, став бронзовым призёром, однако в следующем году из-за многочисленных травм и болезней команда оказалась на самой грани вылета в первую лигу — ценой больших усилий осталась в высшей лиге, заняв 15 место. Дебют в еврокубках также оказался неудачным. В 1/32 розыгрыша Кубка УЕФА 1981/82 «Зенит» встречался с дрезденским «Динамо» (ГДР). 16 сентября 1981 в домашнем матче Юрий Желудков на 16 минуте открыл счёт, но ещё до перерыва Дёрнер и Хайдлер вывели «Динамо» вперёд, установив окончательный результат. 30 сентября в Дрездене «Зенит» уступил 1:4 и выбыл из Кубка. Под руководством Павла Садырина третье место заняли дублёры. В период 1980—1981 годов «Зенит» установил клубный рекорд — 22-матчевую беспроигрышную домашнюю серию в чемпионатах. В 1982 году ленинградцы заняли 7 место, а по окончании сезона Юрий Морозов перешёл в киевское «Динамо» на место ушедшего в сборную СССР Валерия Лобановского.

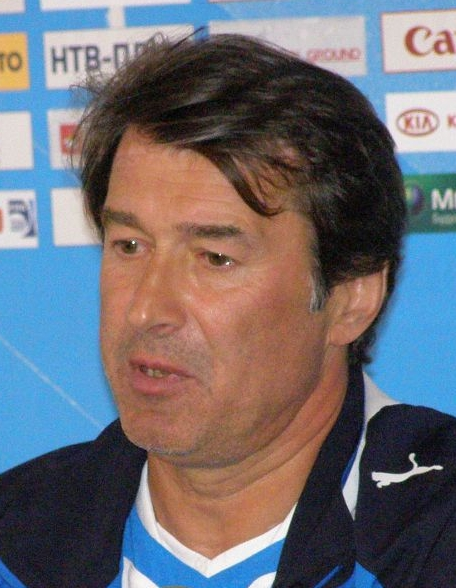
Анатолий Давыдов

В 1983 году главным тренером «Зенита» стал 40-летний наставник дублирующего состава Павел Садырин. Он не стал заметно менять сыгранный состав команды и усилил его только ленинградским воспитанником Аркадием Афанасьевым. В отличие от деспотичного Морозова Садырин в общении с командой был более демократичен, игра команды стала рассудительнее. «Зенит» играл широко, активно используя фланги, тактика варьировалась от матча к матчу. К осени 1983 года «Зенит» вошёл в тройку лидеров, но из-за травм лишился нескольких ключевых игроков и занял 4 место. В Кубке СССР в полуфинале по пенальти уступил донецкому «Шахтёру».
К началу лета 1984 года «Зенит» в чемпионате вошёл в тройку лидеров. В Кубке СССР впервые за 40 лет дошёл до финала, где 24 июня, будучи фаворитом встречи, уступил в дополнительное время московскому «Динамо» 0:2. Через три дня «Зенит» уступил дома «Спартаку» 0:2, однако затем в восьми матчах одержал семь побед при одной ничьей и вышел на первое место после гостевого матча с тбилисским «Динамо». Проигрывая за 10 минут до конца встречи со счётом 0:2, «Зенит» на 80, 82 и 83 минутах забил три мяча и выиграл матч.

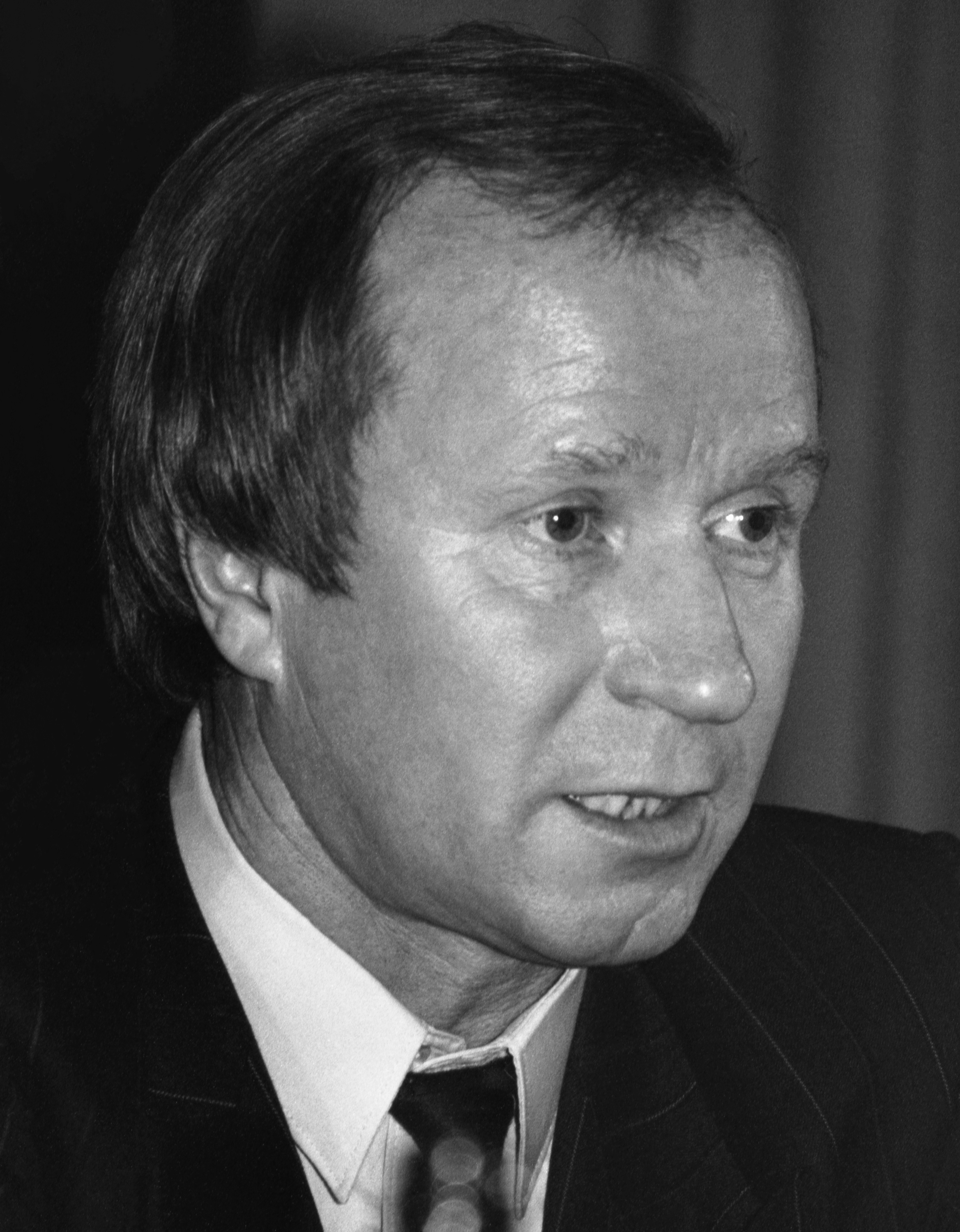
Павел Садырин

Своё первое чемпионство «Зенит» оформил 21 ноября в домашней встрече с харьковским «Металлистом». В матче, проходившем в СКК имени Ленина, ленинградцев устраивала ничья, но «Зенит» выиграл 4:1. Из 21 футболистов, выходивших на поле в чемпионате, лишь трое не были воспитанниками ленинградского футбола (Бирюков, Давыдов и Мельников), а 10 игроков являлись выпускниками одной детской футбольной школы «Смена».
Затянувшиеся празднования привели к четырём поражениям в пяти первых матчах сезона-1985, и к маю «Зенит» оказался на предпоследнем месте в таблице. Уже после первой игры с «Факелом» Валерию Брошину за нарушение спортивного режима был вынесен строгий выговор, а в августе он был дисквалифицирован на два года. Также дисциплинарным взысканиям были подвергнуты Степанов и Тимофеев. Ко второму кругу дисциплина наладилась, и в итоге команда заняла 6 место. В Кубке СССР, как и в 1983, «Зенит» в полуфинале по пенальти проиграл «Шахтёру», а 30 июля и 5 августа, обыграв московское «Динамо» 2:1 и 1:0, стал обладателем Кубка сезона.
18 сентября состоялся дебют «Зенита» в Кубке чемпионов. На стадионе имени Кирова в присутствии 51 тысячи зрителей в первом матче 1/16 финала благодаря мячам Сергея Дмитриев и Юрия Желудкова с пенальти был обыгран норвежский клуб «Волеренга» Осло. В ответном матче также выиграл «Зенит» 2:0. В первом матче 1/8 финала против финского «Куусюси» Лахти «Зенит» дома отыгрался благодаря двум голам Желудкова с пенальти на 76-й и 90-й минутах, но в гостях пропустил решающий гол на 111-й минуте и сенсационно выбыл из турнира.
С самого начала чемпионата 1986 года «Зенит» стал бороться за медали, но в последних двух матчах уступил киевскому «Динамо» 3:5 и 0:3 и занял четвёртое место. В Кубке СССР клуб вновь в 1/2 финала уступил по пенальти «Шахтёру», в Кубке Федерации в финале проиграл «Днепру».

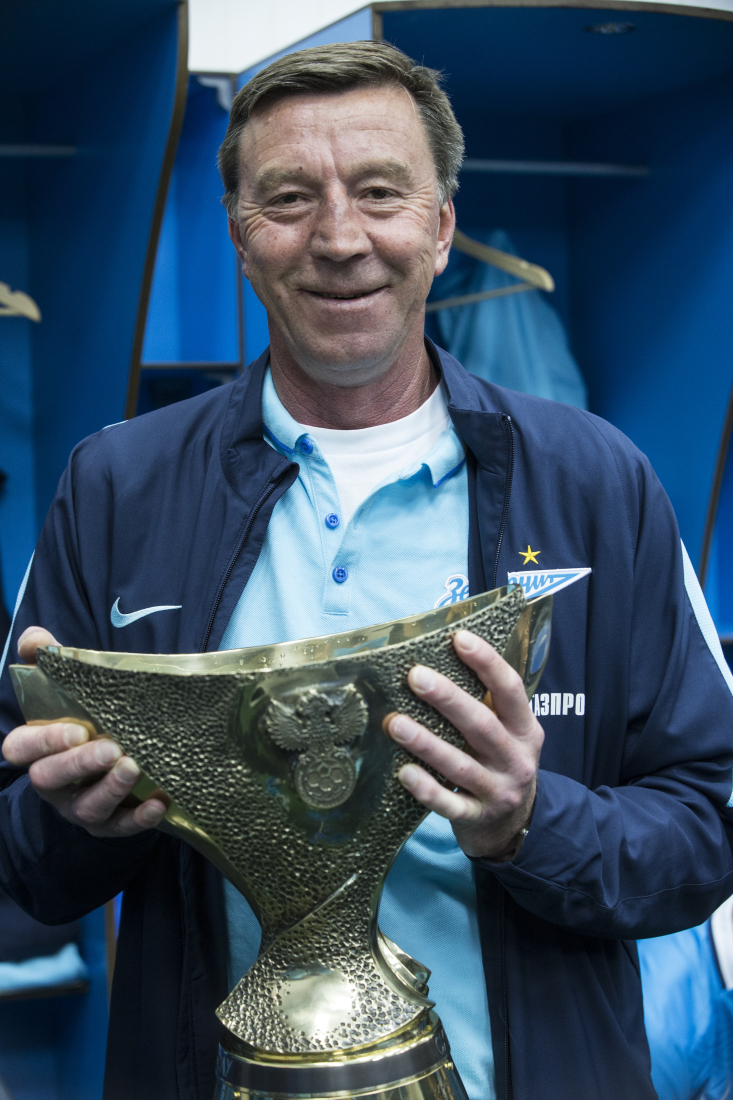
Михаил Бирюков

1 марта 1986 года Олег Саленко установил новый рекорд советского футбола, приняв участие в матче высшего дивизиона в возрасте 16 лет 126 дней. Предыдущее достижение, 16 лет 254 дня, было установлено в 1954 году торпедовцем Эдуардом Стрельцовым. Через пять минут после выхода на поле Саленко забил гол, став самым юным бомбардиром.
В межсезонье-1986/87 в команде участились нарушения спортивного режима и дисциплины, усилилось недовольство игроков руководством клуба и тренерами в том числе из-за распределения квартир и автомобилей. Ухудшились отношения главного тренера Садырина с председателем парткома Спорткомитета, заместителем председателя федерации футбола Анатолием Николаевичем Васильевым, председателем спорткомитета Поповым.
В чемпионате 1987 года «Зенит» выступал неудачно, а в июле защитником Николаем Воробьёвым на имя Попова было написано письмо о невозможности работать под руководством Садырина, под которым подписались остальные игроки. Одной из причин конфликта было недовольство игроками тренером Михаилом Лоховым, с которым Садырин категорически не хотел расставаться. Также в клубе были разногласия между начальником команды Матросовым и новым администратором Шейниным.
В «Зените» Садырина выделялись вратарь Михаил Бирюков — многолетний капитан и лидер команды, защитники Алексей Степанов, Владимир Долгополов, Анатолий Давыдов, полузащитники Николай Ларионов, Валерий Брошин, Вячеслав Мельников, Дмитрий Баранник, нападающие Владимир Клементьев, Сергей Дмитриев, Юрий Желудков.
Команду принял помощник Садырина Владимир Голубев. В итоге «Зенит», идя на самой грани вылета, с трудом занял 14 место, опередив по результатам личных встреч ЦСКА, набравшего на очко больше, но превысившего лимит ничьих и выбывшего в первую лигу. Хотя по словам С. Дмитриева «Сейчас многие из того „Зенита“ были бы благодарны судьбе, если бы в 87-м вылетел не ЦСКА, а мы. Потому что перешли бы в нормальные клубы, и карьеры бы не сломались. Но место в высшей лиге „Зенит“ сохранил — и зачем? Все равно через два года вылетел, а люди бы не деградировали».
В Кубке УЕФА в домашнем матче «Зенит» в 1/32 обыграл бельгийский «Брюгге» 2:0, но в ответном матче проиграл 0:5. По окончании сезона Голубев ушёл с поста главного тренера.

### 1988—1998. Первая лига и возвращение в элиту
Главным тренером был назначен полузащитник «Зенита» 1950—1960-х Станислав Завидонов. Он не решился на масштабные перемены, расставшись с несколькими возрастными игроками, а из новичков в дальнейшем проявил себя только Дмитрий Радченко. По словам Дмитрия Баранника, Завидонов и его помощник Лев Бурчалкин постоянно подозревали игроков в сдаче матчей, а Анатолия Давыдова отчислили из команды, чтобы он не побил рекорд Бурчалкина по количеству матчей за «Зенит» в чемпионатах. В чемпионате 1988 клуб занял 6 место и попал в Кубок УЕФА. В конце года из «Зенита» ушли два перспективных нападающих: за переход Олега Саленко в киевское «Динамо» впервые в СССР были заплачены деньги — 36 тыс. рублей, в ЦСКА к Садырину транзитом через московское «Динамо» ушёл игрок сборной СССР Сергей Дмитриев. В команде остались двое нападающих: 30-летний Борис Чухлов и 18-летний Радченко.
В мае 1989, после неудачного начала чемпионата, Завидонов подал в отставку. С вернувшимся Голубевым «Зенит» занял последнее, 16-е место с отставанием в 4 очка от предпоследнего места и, имея в своём составе 12 чемпионов СССР, выбыл в первую лигу. В Кубке УЕФА в 1/32 финала «Зенит» прошёл датский «Нествед» 3:1, 0:0, но в 1/16 проиграл «Штутгарту» 0:1, 0:5.

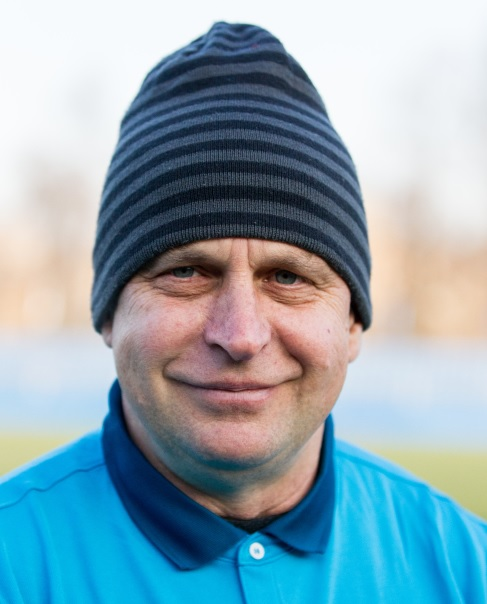
Вячеслав Мельников

В 1990 в первой лиге «Зенит» дебютировал под руководством украинского тренера Анатолия Конькова, который привёл с собой группу украинских футболистов. Перед стартом сезона чемпионы 1984 года и пришедшие при Завидонове игроки стали покидать команду. Оставшиеся ветераны не приняли жёсткие требования Конькова. На предсезонных сборах тренер хотел отчислить некоторых нарушителей режима, но против этого выступили руководство клуба и шефы с ЛОМО, и в отношениях Конькова с руководством начались проблемы. Сезон «Зенит» начал посредственно, команда была разбалансирована. Руководство клуба не предоставило Конькову жилья и подъёмных, тренер давал раздражённые интервью. В итоге после одной победы в семи матчах договор в мае был расторгнут, ушли и большинство приглашённых Коньковым игроков.
Летом ЛОМО официально отказалось от своих шефских функций. 6 августа было образовано коммунальное предприятие «Ленинградский городской футбольный клуб „Зенит“», которое возглавил известный ленинградский спортивный журналист Владислав Гусев.
Главным тренером стал защитник «Зенита» 1960—1970-х Вячеслав Булавин. При нём свои первые матчи провели местные воспитанники, будущие лидеры команды Максим Боков, Олег Дмитриев, Юрий Мамонтьев, Сергей Варфоломеев, чемпион мира среди молодёжных команд 1987 года вратарь Юрий Окрошидзе. Вскоре Булавин отчислил группу ветеранов-чемпионов, что привело к новым проблемам в игре. Вместо заявленного возвращения в высшую лигу команда заняла 18 место, и Булавин покинул пост главного тренера.
В 1991 году в «Зенит» вернулся Юрий Морозов. Клуб, не поддерживаемый городским спортивным руководством и шефствующим предприятием, находился в состоянии развала. Команду покидали футболисты. Морозов провёл массовый набор перспективных выпускников ленинградских футбольных школ. В «Зените» дебютировали нападающие Владимир Кулик и Юрий Гусаков, защитники Алексей Наумов и Артур Белоцерковец, ставшие впоследствии лидерами команды, вернулись Юрий Желудков и Николай Ларионов. Если на первые два домашних матча «Зенита» в СКК имени Ленина пришли в среднем 20 тыс. зрителей, то на 75-тысячный стадион имени Кирова приходило в лучшем случае несколько тысяч, а на последние матчи — пара сотен болельщиков. Как и в прошлом сезоне, команда заняла 18 место, но на этот раз оно уже означало вылет во вторую лигу.
Произошедший в декабре 1991 распад СССР привёл к образованию независимых чемпионатов бывших союзных республик, и «Зенит» вместо второй лиги СССР оказался в высшей лиге чемпионата России. Однако организационное и финансовое положение клуба продолжало ухудшаться, и за десять недель до старта чемпионата Морозов подал в отставку, порекомендовав на пост главного тренера своего помощника, в прошлом одного из ведущих полузащитников «Зенита»-84 Вячеслава Мельникова. В команде осталась лишь местная молодёжь, и старт в чемпионате России 1992 года приняла команда, средний возраст основного состава которой составлял 20,5 лет, капитаном был 23-летний Михаил Левин, а тренеру-дебютанту было 38 лет. «Зенит» со счётом 2:0 нанёс единственное поражение в чемпионате московскому «Спартаку», который, впрочем, в той игре выступал полурезервным составом после победы в Кубке СССР—СНГ. Набрав одинаковое количество очков со ставропольским «Динамо», «Зенит» уступил ему по дополнительным показателям и, как и три года назад, вылетел в первую лигу. Первый мяч «Зенита» в чемпионатах России 1 апреля 1992 года забил Владимир Кулик. Евгений Зезин 6 августа принял участие в матче высшей лиги в возрасте 16 лет 83 дней, побив рекорд Саленко (16 лет 126 дней), установленный в 1986 году.

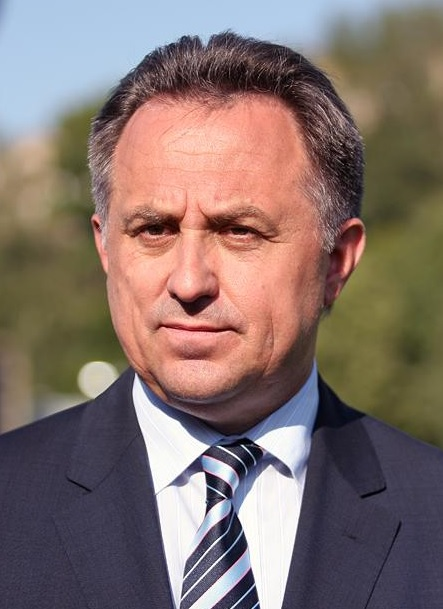
Виталий Мутко

В межсезонье новым президентом клуба стал глава «Петербургской телефонной сети» Леонид Туфрин, куратором команды со стороны мэрии стал вице-мэр Санкт-Петербурга по социальным вопросам Виталий Мутко. В сезоне 1993 первой лиги «Зенит» был включён в зону «Центр» — по словам Туфрина, из уважения — зона «Запад» имела более сильный состав. В команде появились очередные выпускники городских спортшкол. Выиграв в июне — августе 10 матчей подряд, клуб возглавил турнирную таблицу. В шести октябрьских матчах «Зенит» одержал пять побед (4:0, 4:0, 2:0, 6:1, 7:1), но отстал от тольяттинской «Лады» на два очка и уступил единственную путёвку в высшую лигу. Сентябрьская гостевая игра с «Рубином», по заявлению Туфрина, была единственной попыткой «Зенита» в том году сыграть договорной матч. Однако, взявшие 4,5 тысячи немецких марок за обеспечение победы казанцы, сыграли 2:2; деньги удалось вернуть с трудом. В сезоне «Зенит» одержал 11 побед с крупным счётом (разница мячей 48-3), Владимир Кулик в 37 матчах забил рекордные для команды 36 голов.
В августе 1993 года вместо муниципального образования «Городской футбольный клуб „Зенит“» образовалось АОЗТ «ФК „Зенит“», первыми акционерами которого стали строительная корпорация «ХХ трест» (80 % акций) и мэрия Санкт-Петербурга (20 %).
В сезоне 1994 года опять начались проблемы с финансами, а школа «Смена», поставлявшая раньше «Зениту» выпускников, организовала команду мастеров «Смена-Сатурн» и не собиралась усиливать конкурента, игравшего в той же зоне первой лиги. Состав «Зенита» пополнили несколько игроков: Александр Панов, Дмитрий Давыдов, Денис Угаров, Роман Березовский. Дублирующий состав снялся из-за финансовых проблем. Перед намеченными на лето 1994 года Играми доброй воли закрылся на реконструкцию стадион имени Кирова. В этом сезоне «Зенит» провёл 6 матчей на стадионе Кировского завода, затем — 4 матча на стадионе «Обуховец» и 11 — на «Петровском».
Во время Игр доброй воли мэр Санкт-Петербурга Анатолий Собчак по совету комментатора Геннадия Орлова договорился о возвращении Павла Садырина со следующего сезона на пост главного тренера «Зенита». Команда в ожидании Садырина заняла в первенстве 11 место.

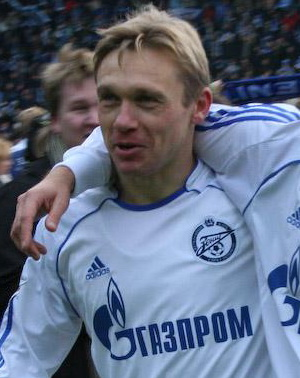
Александр Горшков

В межсезонье-1994/95 клуб подписал с Садыриным двухлетний контракт. Генеральным спонсором клуба стала пивоваренная компания «Балтика», спонсором — «Лентрансгаз», вышла из числа акционеров корпорация «ХХ трест».
Клуб приобрёл чемпиона СССР защитника Дмитрия Быстрова, полузащитника Дмитрия Хомуху, вратаря Евгения Корнюхина, вернулся Сергей Дмитриев. Самым дорогим приобретением стала покупка полузащитника Дмитрия Нежелева у «Уралмаша» — 80 тысяч долларов, форвард Денис Зубко обошёлся в 20 тысяч. 25 октября обыграв земляков из «Сатурна-1991» 1:0, «Зенит» вернулся в высшую лигу.
Перед сезоном-1996 в клуб вернулись местные воспитанники защитник Андрей Кондрашов и форвард Игорь Данилов, из донецкого «Шахтёра» перешёл Сергей Попов, в середине сезона начали играть 20-летний полузащитник Алексей Игонин и защитник Константин Лепёхин. По окончании сезона, в котором команда заняла 10 место, совет директоров «Зенита» не предложил главному тренеру нового контракта, после чего он попал в больницу с сердечным приступом.

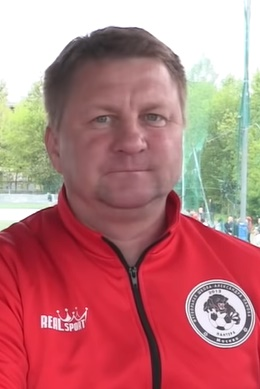
Александр Панов

В команду главным тренером был приглашён Анатолий Бышовец. Вслед за Садыриным ушёл ряд игроков, часть — вместе с ним в ЦСКА. В команду Бышовца среди прочих пришёл украинский защитник Юрий Вернидуб, а проблемы в обороне вынудили выпустить на поле 43-летнего помощника Анатолия Давыдова, сыгравшего насколько матчей с сыном Дмитрием. Летом в «Зенит» пришли защитник Василий Кульков, белорусский полузащитник Сергей Герасимец, украинский нападающий Геннадий Попович, полузащитник Александр Горшков. В итоге клуб занял 8 место.
В межсезонье-1997/98 в «Зенит» пришли армянский защитник Саркис Овсепян, украинские защитник Александр Бабий и полузащитник Роман Максимюк, молдавский диспетчер Александр Куртиян и вернувшийся из Китая Александр Панов. Из игроков основы «Зенита» Садырина остались лишь вратарь Березовский и защитник Кондрашов. Команда хорошо начала сезон, в мае «Зенит» возглавил турнирную таблицу чемпионата, выдав 12-матчевую беспроигрышную серию. В июле Бышовец параллельно принял сборную России. В итоге сборная под его руководством проиграла все шесть матчей, а «Зенит» в последнем матче сезона не сумел обыграть «Тюмень», которая до этого проиграла 26 матчей из 29, и не попал в еврокубки. Командой в конце сезона руководил и. о. главного тренера Анатолий Давыдов, а по окончании сезона контракт с Бышовцем продлён не был.

### 1999. Победа в Кубке России

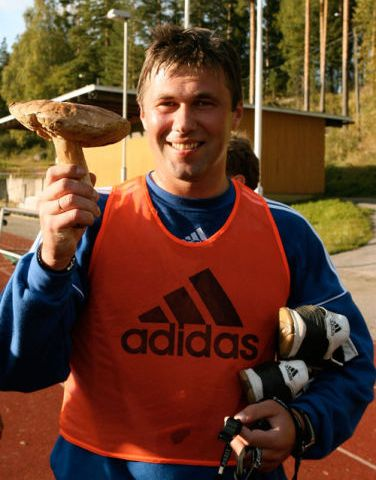
Геннадий Попович

Сезон-1999 для подопечных Анатолия Давыдова начался плохо: в первых восьми турах чемпионата была одержана всего одна победа. Однако, параллельно «Зенит» дошёл до финала Кубка России. В сезоне-1998 «Зенит» прошёл в 1/16 финала саратовский «Сокол» (2:2, 4:1 по пенальти), затем обыграв сочинскую «Жемчужину» 4:1. В четвертьфинале «Зенит» победил «Ростсельмаш» 2:0. В полуфинале «Зенит» встречался с ЦСКА. Матч проходил в напряжённой борьбе. Вышедший на замену Геннадий Попович забил победный мяч, и, выиграв 1:0, «Зенит» впервые в своей истории вышел в финал Кубка России. Финал проходил на стадионе «Лужники» 26 мая, соперником стало московское «Динамо». В первом тайме «Динамо» повело в счёте благодаря голу Николая Писарева после подачи углового. «Зенит» мог проигрывать и крупнее, но уверенно играл голкипер Роман Березовский. После перерыва ситуация кардинально изменилась. В середине второго тайма Геннадий Попович скинул головой мяч в штрафную Панову, который послал в сетку. Через 2 минуты, после удара от ворот «Зенита», мяч попал в Поповича и отскочил к Панову, который вышел один на один с Евгением Плотниковым и переиграл его. В контратаке Александр Горшков разрезал оборону «Динамо» и вывел один на один с вратарём Романа Максимюка — 3:1. «Зенит» стал первой немосковской командой, победившей в Кубке России. При этом в составе «Зенита» играл бывший капитан «Динамо» Андрей Кобелев, а в составе «Динамо» — воспитанник петербургского футбола Владислав Радимов. Лучшим игроком матча стал Александр Панов. В чемпионате-1999 «Зенит» занял 8-е место, а в Кубке УЕФА 1999/2000 уступил итальянской «Болонье» (0:3, 2:2); в розыгрыше Кубка России 1999/2000 «Зенит» вылетел на стадии 1/16 финала, уступив ижевскому клубу «Газовик-Газпром» 1:2.

### 2000—2002. Возвращение Морозова

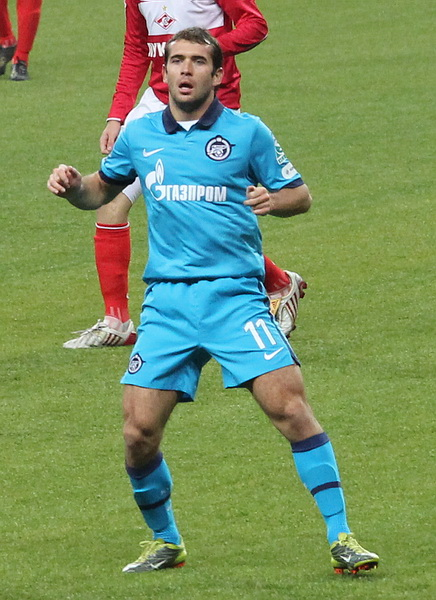
Александр Кержаков

В середине сезона 2000 года Анатолия Давыдова сменил опытный Юрий Андреевич Морозов, уже приводивший «Зенит» к бронзовым медалям в 1980 году. Ушли Максимюк, Березовский, Панов, Кондрашов, Вернидуб и Бабий. Вместо них пришли молодые петербургские воспитанники Аршавин, Акимов, Малафеев, Катульский и Астафьев, а также опытный украинский полузащитник Александр Спивак. «Зенит» дошёл до финала Кубка Интертото, где ему противостояла испанская «Сельта», которой в гостях он уступил 1:2. В матче на «Петровском» «Зенит» выигрывал по ходу матча 2:0, но голы Валерия Карпина на 83 минуте и Бенни Маккарти на 89-й привели к поражению по сумме двух встреч. В чемпионате России-2000 «Зенит» занял 7-е место, а в Кубке России вылетел на стадии 1/16 финала, уступив липецкому «Металлургу» 1:2. В межсезонье в «Зенит» из любительского клуба «Светогорец» перешёл 18-летний нападающий Александр Кержаков.
Клуб уверенно начал сезон-2001, одержав в чемпионате 5 побед в первых 6-ти турах. Однако, затем в семи матчах не одержал ни одной победы, потерпев несколько крупных поражений, в частности, 0:3 дома от «Торпедо» и 1:5 на выезде от «Локомотива». Болельщики критиковали Морозова за то, что тот ставил в состав Кержакова, не забившего в первых 15 турах ни одного мяча. Но Морозов верил в юного форварда, также как и в молодого полузащитника Аршавина, сыгравшего в итоге все матчи чемпионата. Наконец, в матче против московского «Спартака» Кержаков сравнял счёт в матче, а Катульский забил победный гол. После этого «Зенит» набрал обороты и стал даже претендовать на чемпионский титул. В 26-м туре в Санкт-Петербург приехал ЦСКА. Подопечные Павла Садырина открыли счёт в матче благодаря голу Сергея Семака. В первом тайме Максим Деменко сравнял счёт, а во втором армейцы были разгромлены, пропустив ещё 5 мячей, причём 4 гола «Зенит» забил за 5 минут. Итог того матча — 6:1. После игры Садырин подал в отставку по состоянию здоровья, а 1 декабря скончался.

Юрий Морозов

В матче 30-го тура чемпионата России против «Ротора» «Зенит» вырвал победу в добавленное время, когда после навеса Андрея Аршавина при счёте 1:1 головой забил Александр Кержаков: это принесло команде бронзовые медали. Кержаков, забивший 6 мячей в дебютном сезоне, был признан лучшим молодым игроком России. По окончании сезона команду покинули ветераны Александр Горшков, Геннадий Попович и Андрей Кобелев. На их место пришли югославы Предраг Ранджелович, Милан Вьештица и Владимир Мудринич.
В финале Кубка России 2001/02 «Зенит» уступил ЦСКА 0:2. После этого Морозов подал в отставку по состоянию здоровья. Остаток сезона 2002 года клубом руководили Михаил Бирюков и Борис Рапопорт. В чемпионате России 2002 «Зенит» занял 10-е место. В Кубке России 2002/03 клуб вылетел на стадии 1/8 финала, а в Кубке УЕФА 2002/03 дважды разгромил андоррский «Энкамп» — 5:0 на выезде и 8:0 дома, но в 1/64 финала уступил швейцарскому «Грассхопперу» (1:3, 2:1). Александр Кержаков в составе сборной России стал участником чемпионата мира в Японии и Южной Корее.
В 2001 году в числе учредителей «Зенита» значились: зарегистрированной в Москве компании «Газэнергофинанс» (24 %), «Лентрансгаз» (28 %), производитель удобрений «ЕвроХим» (12 %), IT-компания ЗАО «Компьютерлэнд СПб» (6 %), «Петербургская телефонная сеть» (7 %), менее 5 % было у петербургского филиала банка «Менатеп», производителя хлебобулочных изделий «Каравай», "Всемирной ярмарки «Российский фермер». 12 % «Зенита» принадлежали Виталию Мутко через фирму «Виталема» (название составлено из первых слогов имён: его, жены Татьяны, дочерей Лены и Маши). Ещё 10,8 % принадлежали «Фонду развития и поддержки средств массовой информации», одним из учредителей которого был виолончелист и близкий друг президента России Владимира Путина Сергей Ролдугин.
По словам Мутко, расходы клуба составляли 8 млн долл., доходы клуба — 4 млн долл., из которых 53 % были выплаты по рекламным контрактам («Газпром» как титульный спонсор платил «Зениту» около 2 млн.).
В 2002 году контрольный пакет акций выкупил ЗАО «Банкирский дом „Санкт-Петербург“», который через некоторое время стал практически полновластным владельцем клуба. У «Лентрансгаза» сохранился блокпакет в 25 %.

### 2003—2006. Эпоха Петржелы

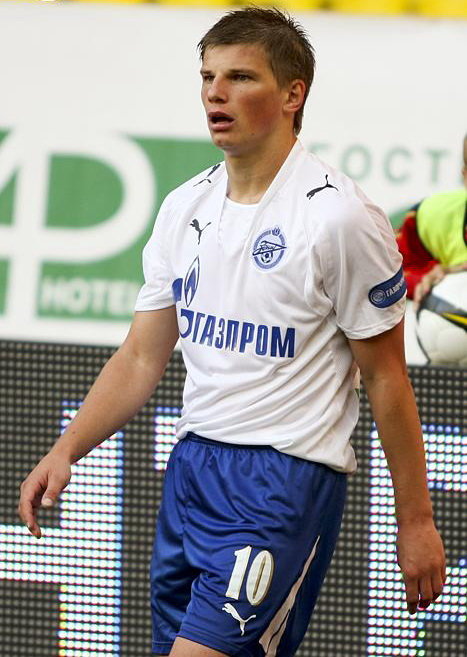
Андрей Аршавин

По окончании сезона-2002 президент клуба Виталий Мутко представил нового главного тренера. Им стал чешский специалист Властимил Петржела. Вместе с ним последовал приток чешских и словацких футболистов — Ширл, Чонтофальски, Мареш, Горак и Гартиг. Также команду пополнил воспитанник петербургского футбола и капитан самарских «Крыльев Советов» Владислав Радимов. Перед началом сезона «Зенит» покинули несколько ведущих игроков прошлых лет — Горовой, Лепёхин и Угаров, летом ушли Овсепян и Осипов. На старте сезона чешские футболисты стали играть в основном составе. В первых двух матчах были одержаны две победы, во втором матче — над чемпионами России, «Локомотивом», на их новом стадионе. Но в дальнейшем «Зенит» стал спускаться вниз по турнирной таблице и 10 мая потерпел сокрушительное поражение от московского «Динамо» 1:7. Петржела пошёл на риск и стал ставить в основной состав молодых футболистов — Быстрова, Денисова и Власова. Новым капитаном стал Владислав Радимов. После этого «Зенит» стал играть сильнее. Костяк команды составили петербургские игроки — Быстров, Денисов, Радимов, Малафеев, Кержаков, Аршавин и Власов.

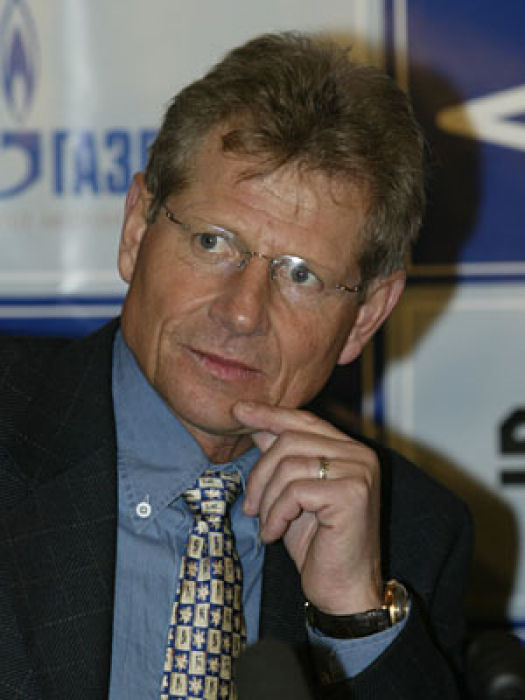
Властимил Петржела

Первый круг «Зенит» закончил на 4 месте, уступая 9 очков лидеру — ЦСКА, а сезон завершил на втором месте, впервые завоевав серебряные медали. Причём до последних туров «Зенит» сохранял реальные шансы на победу. В борьбе за золото ключевым оказался гостевой матч 28 тура против «Ростова». В начале матча красивый гол забил Александр Спивак, но во втором тайме грубую ошибку допустил Малафеев. После этого «Зенит» практически лишился шансов на золото. В конце сезона «Зенит» выиграл Кубок Премьер-Лиги, в финале одолев новороссийский «Черноморец» (3:0; 2:2). Владимир Быстров был признан лучшим молодым игроком России. В кубке России 2003/04 «Зенит» в 1/8 финала уступил «Крыльям Советов» (0:0 на выезде и 1:1 дома).
В сезоне-2004 команду покинули Алексей Игонин, Алексей Катульский и Максим Астафьев. Вернулся в команду Александр Горшков, были приобретены Величе Шумуликоски, Мартин Шкртел; пришли выпускники московской школы «Академика» — Строев, Максимов и Бураков. За несколько туров до финиша «Зенит» лидировал в турнирной таблице, но на финише выступил неудачно и занял лишь 4-е место. Лучшим бомбардиром чемпионата России стал Александр Кержаков, забивший 18 мячей. В Кубке УЕФА 2004/05 «Зенит» дошёл до группового этапа, который «Зенит» начал с разгромной победы 5:1 над греческим АЕКом (хет-трик на счету Кержакова), но затем уступил на выезде французскому «Лиллю» 1:2 и сыграл вничью с испанской «Севильей» 1:1 и с немецкой «Алеманией» 2:2. С пятью очками «Зенит» занял 4-е место в группе и выбыл из турнира.
Вячеслав Малафеев, Александр Кержаков, Владимир Быстров и Владислав Радимов в составе сборной России стали участниками чемпионата Европы в Португалии, а Павел Мареш в составе сборной Чехии стал бронзовым призёром турнира.
В межсезонье команду покинули Мартин Горак и Валентин Филатов, а по ходу сезона ушли Владимир Быстров — в стан принципиального соперника московского «Спартака» и Валерий Цветков. Перед началом сезона были приобретены защитники Эрик Хаген и Ивица Крижанац и литовский нападающий Робертас Пошкус. В середине сезона-2005 был куплен защитник самарских «Крыльев Советов» и сборной России Александр Анюков.
В розыгрыше Кубка России 2004/05 «Зенит», обыграв омский «Иртыш» (7:1 дома, 5 мячей на счету Кержакова и 2:0 на выезде), «Кубань» и «Шинник», дошёл до полуфинала, где уступил будущим обладателям Кубка УЕФА — ЦСКА (1:0 дома и 0:2 на выезде).
В середине сезона Андрей Аршавин сделал хет-трик в ворота пермского «Амкара», но не радовался этому в знак протеста против продажи Владимира Быстрова в «Спартак». По итогам сезона «Зенит» стал шестым.
В конце сезона-2005 контрольный пакет акций футбольного клуба «Зенит» приобрело ОАО «Газпром», 51 % акций были оценены в 36 млн долл. Сергей Фурсенко вспоминал, что решение о покупке «Зенита» было эмоциональной реакцией Миллера на шестое место чемпионате. Новым президентом был назначен Сергей Фурсенко, который поставил задачу за 10 лет выиграть три еврокубка. По словам селекционера клуба Константина Сарсании, в числе кандидатов на усиление Петржела называл Райана Гиггза и Руда ван Нистелроя; Петржела впоследствии эти слова опровергал. Были приобретены Ярослав Несвадба и Хён Ён Мин.

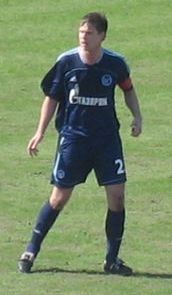
Владислав Радимов

Групповой этап Кубка УЕФА 2005/06 «Зенит» начал с победы над португальской «Виторией» 2:1, затем уступил при плохих погодных условиях английскому «Болтону» 0:1, после благодаря дублю Кержакова одолел испанскую «Севилью» 2:1 и завершил этап ничьей в Стамбуле с «Бешикташем» 1:1. Впервые в своей истории «Зенит» вышел в весеннюю стадию еврокубка. На стадии 1/16 финала клуб победил вылетевший из Лиги чемпионов норвежский «Русенборг» — 2:0 на выезде и 2:1 дома. Далее был обыгран французский «Олимпик Марсель». На «Велодроме» «Зенит» выиграл 1:0 благодаря точному обводящему удару Аршавина, а в ответной встрече сыграл вничью 1:1 (Кержаков). В четвертьфинале «Зенит» снова встретился с «Севильей» и в первом матче в Испании к концу первого тайма проигрывал 0:1, но Кержаков перед перерывом сравнял счёт. Матч, по ходу которого были удалены Хаген и Аршавин, окончился со счётом 1:4. Ответная встреча завершилась со счётом 1:1 (Хён Ён Мин). Дальше прошла «Севилья», которая и выиграла Кубок УЕФА.
В розыгрыше Кубка России 2005/06 «Зенит» снова уступил в полуфинале ЦСКА (0:1 дома и 0:3 на выезде).
В 2005 году распространились слухи о том, что Петржелой завладела страсть к азартным играм.
Бюджет «Зенита» в 2003 году составлял 15 млн долл., в 2004-м — 25 млн, а в 2005-м — 45 млн.
В 7-м туре чемпионата России «Зенит» на своём поле крупно уступил московскому «Спартаку» 1:4. Затем он проиграл ЦСКА на выезде в Кубке России — 0:1. После этого было объявлено об отставке Петржелы.

### 2006—2009. Победы Адвоката

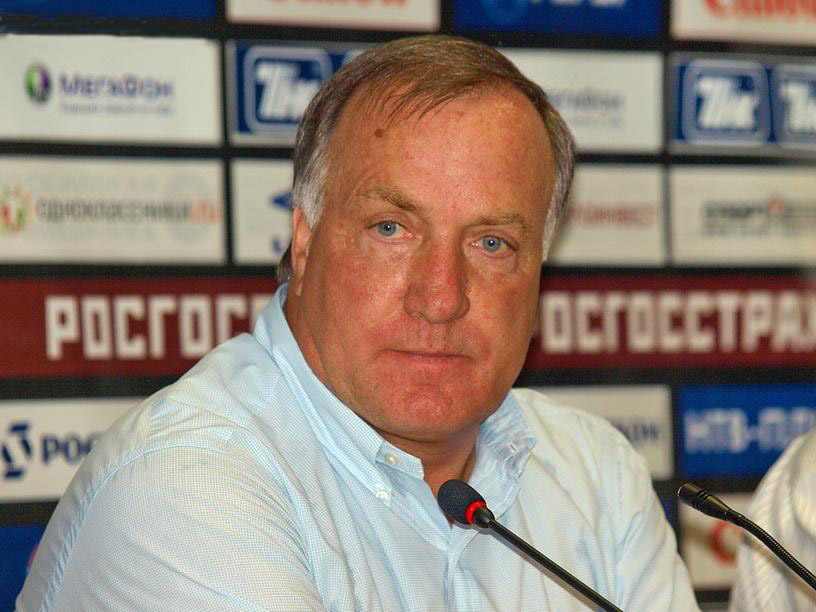
Дик Адвокат

Летом 2006 года на должность главного тренера был приглашён известный голландский тренер Дик Адвокат, обладатель большого числа трофеев во главе различных команд Европы. Последним местом работы голландца была сборная Южной Кореи, которую он вывел на чемпионат мира в Германии. Были проданы Олег Власов, чехи Ярослав Несвадба и Ян Флахбарт, литовец Робертас Пошкус. Первыми приобретениями клуба после заключения контракта с Адвокатом стали корейцы Ли Хо и Ким Дон Джин, голландец Фернандо Риксен, турок Фатих Текке и любимец петербургских болельщиков Александр Панов. Первым матчем Адвоката в роли главного тренера стала встреча против московского «Динамо» 6 июля на стадионе имени Кирова. В присутствии 45 тысяч команды сыграли безголевую ничью. Вскоре после этого матча стадион был демонтирован с целью постройки на его месте нового спортивного сооружения.
При Дике Адвокате «Зенит» долго не проигрывал и первое поражение потерпел 14 октября в матче против московского «Спартака». Гол в компенсированное время забил воспитанник «Зенита» Владимир Быстров. Вскоре последовало разгромное поражение от казанского «Рубина» со счётом 0:3. По ходу сезона-2006 место в основном составе потеряли Александр Спивак и Александр Кержаков.

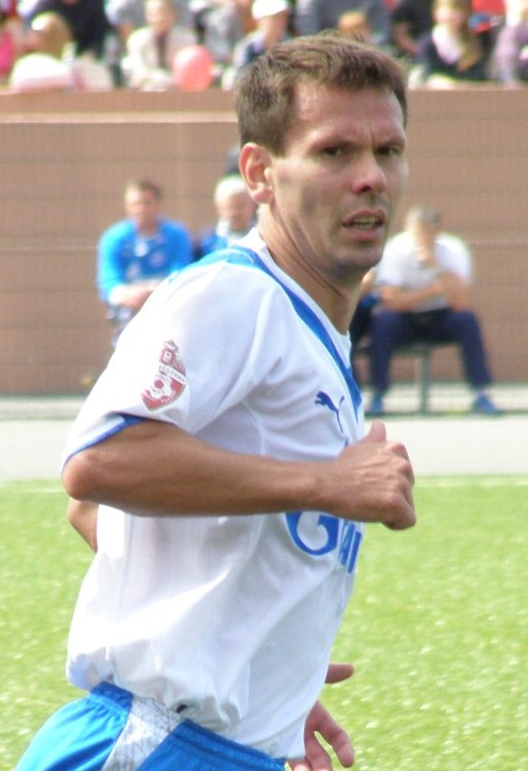
Константин Зырянов

По итогам чемпионата-2006 «Зенит» занял 4-е место и получил право сыграть в Кубке УЕФА 2007/08.
В декабре 2006 года Александр Кержаков, ранее забивший свой 100-й гол в карьере, перешёл в испанскую «Севилью». Александр Панов был отдан в аренду в московское «Торпедо», Павел Мареш ушёл в пражскую «Спарту», а кореец Хён Ён Мин вернулся на родину.
Перед началом сезона-2007 «Зенит» проявил активность на трансферном рынке — были приобретены лучший игрок «Томи» Павел Погребняк, дебютировавший в сборной России, Константин Зырянов, игрок московского «Торпедо», один из лучших игроков сезона-2006 — форвард «Рубина» Алехандро Домингес и капитан донецкого «Шахтёра» Анатолий Тимощук, купленный за рекордные для отечественного футбольного рынка того времени 20 миллионов долларов.
В межсезонье в товарищеском матче против испанского клуба «Малага» состоялась стычка между Владиславом Радимовым и Фернандо Риксеном. Оба были удалены с поля. Радимов потерял капитанскую повязку и по ходу сезона надолго оказался в запасном составе. Новым капитаном был выбран Андрей Аршавин, но пробыл им недолго. Перед домашним матчем с московским «Спартаком» в Кубке России Аршавин, Анюков и Денисов нарушили спортивный режим подготовки к игре. Дик Адвокат перевёл их в дубль, и «Зенит» проиграл 1:2. Адвокат решил сделать капитаном норвежца Эрика Хагена, но тот вскоре отказался от своего решения из-за незнания русского языка. Команда избрала новым капитаном Тимощука. В первой половине сезона игра команды была неровной, имели место поражения от ЦСКА и «Спартака». Однако это не помешало «Зениту» по итогам первого круга занимать первое место в турнирной таблице. В июне Адвокат отказался от услуг Александра Спивака, и тот завершил карьеру. В начале второго круга «Зенит» потерпел поражения от «Спартака» и «Динамо», которым руководил бывший зенитовец Андрей Кобелев, сыграл вничью 0:0 дома с «Амкаром». Пошли слухи об отставке Адвоката. 8 августа в матче 1/8 финала Кубка России «Зенит» разгромил московское «Динамо» на «Петровском» со счётом 9:3. После этого команда сплотилась и в последних 11 матчах чемпионата выиграла 10 игр, став чемпионом России, опередив «Спартак» на 2 очка. Победный мяч в последнем матче чемпионата против «Сатурна» забил Радек Ширл, а на последних минутах Малафеев и Домингес спасали команду от верного гола.
В розыгрыше Кубка УЕФА 2007/08 «Зенит» во 2-м отборочном раунде одолел словацкий «ВиОн» (2:0 и 3:0). В своём дебютном матче за основной состав забил мяч 18-летний Алексей Ионов. В 1-м раунде был переигран будущий чемпион Бельгии — льежский «Стандард» (3:0 и 1:1). В групповом этапе «Зенит» попал в группу A, где сыграл вничью с голландским АЗ (1:1) и немецким «Нюрнбергом» (2:2), выиграл у греческой «Ларисы» (3:2) и проиграл английскому «Эвертону» (1:0), в результате чего второй раз в своей истории вышел в весеннюю стадию розыгрыша трофея.

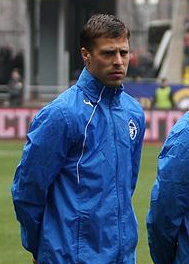
Радек Ширл

В межсезонье 2007/08 «Зенит» приобрёл Томаша Губочана, Романа Широкова и Виктора Файзулина. Покинул команду Эрик Хаген, вернувшийся в Норвегию, словак Мартин Шкртел был продан за 13 миллионов долларов в английский «Ливерпуль». Был разорван контракт с Александром Пановым, который должен был играть в составе команды на Кубке чемпионов Содружества, но из-за болезни принять участие в играх не смог. «Зенит» на том турнире выступил молодёжным составом, который незадолго до этого возглавил Анатолий Давыдов, и дошёл до 1/4 финала. Из-за дефицита защитников эту позицию занял новичок команды Роман Широков, проявивший себя неплохо. 14 февраля 2008 в 1/16 Кубка УЕФА «Зенит» переиграл 1:0 испанский «Вильярреал». В ответном матче «Зенит» проиграл 1:2 и прошёл дальше благодаря голу в гостях, при этом были удалены и дисквалифицированы главный тренер Адвокат, игроки Роман Широков и Ширл, травмирован на длительный срок Николас Ломбертс.
В 1/8 финала Кубка УЕФА «Зенит» играл с марсельским «Олимпиком» в ослабленном составе и к концу первого тайма первой игры, проходившей на «Велодроме», уступал 0:3, затем Аршавин с передачи Радимова отыграл один гол. Между двумя играми 1/8 финала, 9 марта, «Зенит» завоевал Суперкубок России, обыграв московский «Локомотив» 2:1. Ляп допустил вратарь железнодорожников Иван Левенец, из-за чего Андрей Аршавин открыл счёт, а во втором тайме Павел Погребняк забил второй мяч. 12 марта «Зенит» благодаря дублю Погребняка обыграл «Олимпик» 2:0 и прошёл дальше.
В чемпионате России команда Адвоката в шести стартовых матчах тура набрала всего 7 очков. Из-за участия клуба в Кубке УЕФА несколько весенних матчей чемпионата были перенесены на лето. 3 апреля в матче 1/4 Кубка УЕФА «Зенит» обыграл на стадионе «Бай-Арена» леверкузенский «Байер» со счётом 4:1, в ответной игре уступил 0:1 и вышел в полуфинал. Героем противостояния стал Аршавин, у которого накануне первого матча родилась дочь.

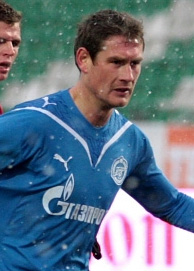
Ивица Крижанац

24 апреля «Зенит» в полуфинале Кубка УЕФА свёл вничью матч в Мюнхене с «Баварией» (1:1). В ответной игре 1 мая на «Петровском» «Зенит» разгромил «Баварию» 4:0 и вышел в финал. Тот матч «Зенит» проводил без дисквалифицированных Аршавина, Ширла и Риксена, а также без травмированных Кима и Ломбартса. Позицию левого защитника пришлось занять 38-летнему полузащитнику Александру Горшкову, который отыграл весь матч, закрыв игрока сборной Германии Бастиана Швайнштайгера. Один из лучших своих матчей в составе «Зенита» провёл Алехандро Домингес. Голы на счету Виктора Файзулина, Константина Зырянова и Павла Погребняка, отметившегося дублем и 4-й жёлтой карточкой (финальный матч Павел пропускал). Трансляцию матча на телеканале «Спорт» смотрели более 4,5 млн жителей России, что на тот момент являлось самой большой ТВ-аудиторией одной футбольной трансляции на канале.
Поздним вечером 14 мая «Зенит» на поле стадиона «Сити оф Манчестер» в Манчестере обыграл в финале Кубка УЕФА «Рейнджерс» из Глазго со счётом 2:0 (Денисов, Зырянов). Андрей Аршавин был признан лучшим игроком финального матча, а Павел Погребняк стал лучшим бомбардиром турнира.
На проходившем в июне 2008 года чемпионате Европы бронзовыми призёрами стали Аршавин, Зырянов, Широков, Анюков и Малафеев. Летом команду пополнили француз Себастьян Пюигренье и португалец Данни, купленный у московского «Динамо» за очередную рекордную сумму — 30 миллионов евро.

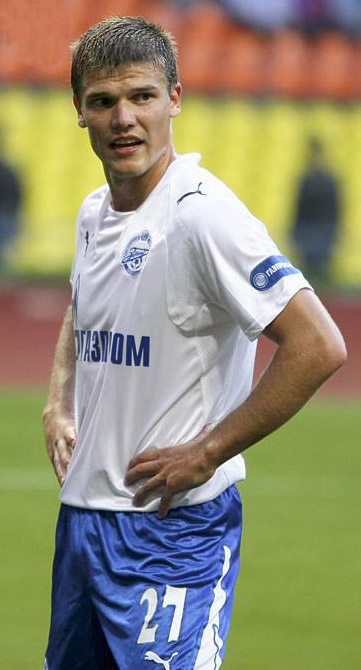
Игорь Денисов

В Кубке России «Зенит», выступая резервным составом, выбыл уже в 1/16 финала, уступив «Сибири» 0:1. 29 августа в Монако на стадионе Луи II в Суперкубке УЕФА «Зенит» обыграл победителя Лиги чемпионов «Манчестер Юнайтед» 2:1 благодаря мячам Погребняка и Данни. Свой последний матч за «Зенит» сыграл Владислав Радимов.
В чемпионате России-2008 «Зенит» занял 5-е место, дающее право участвовать в Лиге Европы 2009/10. Много очков было потеряно в матчах с аутсайдерами. В групповом этапе Лиги чемпионов «Зенит» стал третьим и прошёл в плей-офф последнего в истории розыгрыша Кубка УЕФА.
По оценкам немецкой конторы «Sport+Markt» в 2008 году «Зенит» входил в десятку самых популярных клубов Европы.
Сезон 2009 года Адвокат начал без Аршавина, после долгих переговоров перешедшего в лондонский «Арсенал», Алехандро Домингеса, вернувшегося в казанский «Рубин», Радимова и Горшкова, завершивших карьеры, корейца Ли Хо и француза Себастьяна Пюигренье. В межсезонье были приобретены португальский защитник Фернанду Мейра, полузащитник Игорь Семшов, венгерский вингер Сабольч Хусти и голкипер Дмитрий Бородин (последний был вскоре отдан в аренду на полгода в «Химки»).
В плей-офф Кубка УЕФА «Зенит» обыграл немецкий «Штутгарт» (2:1; 2:1), затем уступил итальянскому «Удинезе» (0:2; 1:0). Первый круг чемпионата России 2009 года клуб завершил в середине турнирной таблице, потеряв из-за травмы до конца сезона Данни.
Летом 2009 года команду покинули Анатолий Тимощук, перешедший в мюнхенскую «Баварию», и Павел Погребняк, перешедший в «Штутгарт». Были приобретены белорусский нападающий Сергей Корниленко и итальянский полузащитник Алессандро Розина.
Дик Адвокат выбрал новым капитаном Вячеслава Малафеева. Во время сборов на просмотр уехал словацкий вратарь Камил Чонтофальски, не игравший с ноября 2007. В тот же день Малафеев на разминке получил травму. Капитаном в его отсутствие стал Александр Анюков, оставшийся им и после возвращения в строй Малафеева. 9 августа «Зенит» проиграл в чемпионате «Томи» со счётом 0:2. В первые часы 10 августа руководство клуба приняло решение об отставке Адвоката.

### 2009. Второй шанс Давыдова

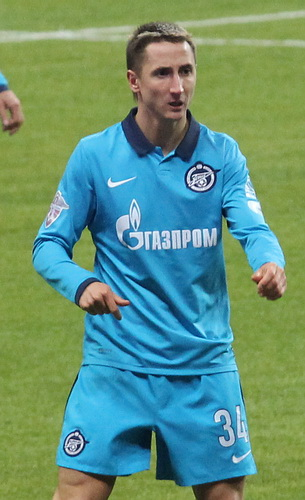
Владимир Быстров

10 августа 2009 года исполняющим обязанности главного тренера был назначен Анатолий Давыдов, возглавлявший до того молодёжный состав «Зенита». Первым для него стал гостевой поединок с пермским «Амкаром». Уже к 15-й минуте «Зенит» проигрывал 0:2 после дубля Мартина Кушева, но к перерыву сравнял счёт благодаря голам Семшова и Денисова, а во втором тайме точные удары Сабольча Хусти и Семшова принесли победу «Зениту» со счётом 4:2.
20 августа 2009 года команда проиграла в первом матче 4-го отборочного раунда Лиги Европы португальскому «Насьоналу» со счётом 3:4. Ответный матч 27 августа «Зенит» сыграл вничью 1:1, создав полтора десятка голевых моментов. До последней минуты «Зенит» вёл с устраивающим его счётом 1:0, но вратарь Камил Чонтофальски ошибся на выходе, и «Насьонал» сравнял счёт, а «Зенит» выбыл из соревнования. Сразу после этого состоялось возвращение в команду из «Спартака» Владимира Быстрова, набравшего на тот момент великолепную форму и являвшегося одним из лучших игроков чемпионата. Это возвращение болельщики восприняли неоднозначно. Второй дебют Быстрова пришёлся на гостевой поединок с «Химками», где он забил гол, а Анатолий Давыдов назвал его лучшим игроком матча. После прихода Давыдова был снят с трансфера и поставлен в основной состав турецкий форвард Фатих Текке, отличившийся в четырёх матчах подряд. Был расторгнут контракт с полузащитником Фернандо Риксеном. Из «Химок» вернулся вратарь Дмитрий Бородин, а из французского «ПСЖ» был взят в аренду с правом выкупа сербский нападающий Матея Кежман. 26 сентября «Зенит» обыграл на своём поле ЦСКА со счётом 2:0 и вступил в борьбу за чемпионский титул. 3 октября Давыдов был назначен главным тренером «Зенита». 25 октября клуб сыграл вничью со «Спартаком» из Нальчика и фактически выбыл из борьбы за чемпионство. 29 ноября «Зенит» в меньшинстве выиграл со счётом 2:1 у московского «Спартака» и сумел завоевать бронзу.
С приходом в «Зенит» итальянского специалиста Лучано Спаллетти Анатолию Давыдову было сделано предложение продолжить работу в структуре клуба.

#### Успех молодёжного состава
Подопечные Анатолия Давыдова удачно начали сезон-2009, с первых туров войдя в группу лидеров, показывая весьма гармоничный атакующий футбол. Перед началом чемпионата помощником Давыдова был назначен Александр Горшков, за несколько месяцев до этого завершивший свою карьеру. Благодаря успехам «Зенита»-м группа молодых игроков — Игнатович, Канунников, Комолов и Абдулфаттах — была привлечена Диком Адвокатом к тренировкам с основным составом. В середине сезона Алексей Ионов провёл несколько матчей за основной состав на хорошем уровне. После назначения Анатолия Давыдова на пост и. о. главного тренера основного состава молодёжную команду возглавил его помощник Николай Ларионов. Середину сезона «Зенит»-м закончил на втором месте, а нападающие Игнатович и Канунников дебютировали за основной состав «Зенита».
На финише сезона молодёжный состав «Зенита» возглавил турнирную таблицу и перед последним туром опережал на 3 очка главного конкурента — московский «Спартак», который победили на переполненной малой арене стадиона «Петровский» 1:0. Золотой гол с пенальти забил лучший бомбардир первенства Павел Игнатович. Трио тренеров Горшков — Ларионов — Окрошидзе привело молодёжную команду к первому в её истории золоту.

### 2009—2014. Успехи Спаллетти

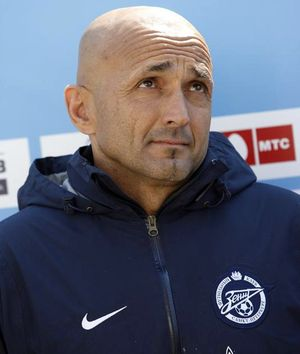
Лучано Спаллетти

10 декабря 2009 года состоялось заседание совета директоров ФК «Зенит», где была единогласно утверждена кандидатура главного тренера. Им стал Лучано Спаллетти. Контракт с итальянским специалистом, до этого возглавлявшим «Рому», был заключён сроком на 3 года. По окончании сезона-2009 команду покинули Кежман, вернувшийся в «Пари Сен-Жермен», и Чонтофальски, ушедший в кипрский АЕЛ. Первым новичком «Зенита» стал защитник сборной Дании 22-летний Микаэль Лумб, уже через 6 месяцев перешедший на правах аренды в нидерландский «Фейеноорд». 16 января 2010 года четырёхлетний контракт заключил воспитанник «Зенита» и лучший бомбардир в истории клуба Александр Кержаков. На сбор было взято множество молодых футболистов. В конце января Игорь Семшов вернулся в московское «Динамо», так как хотел иметь твёрдое место в основном составе. В феврале турецкий форвард Фатих Текке перешёл в казанский «Рубин», а вскоре были подписаны контракты с вратарём ФК «Москва» и сборной Беларуси Юрием Жевновым и нападающим голландского ПСВ и сборной Сербии Данко Лазовичем. 9 марта 2010 года Сергей Корниленко был отдан в аренду в «Томь».

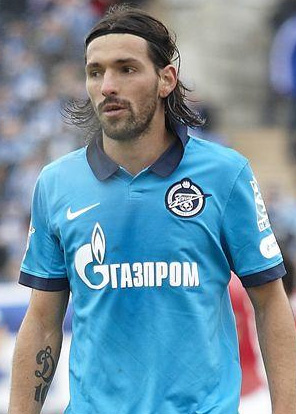
Данни

В трёх стартовых турах чемпионата России «Зенит» набрал 7 очков, показав очень содержательный, дисциплинированный и качественный футбол. Оправившийся от тяжёлой травмы Данни вышел на лидирующие позиции в команде, забив два мяча и показав игру высокого уровня. В перенесённом матче с ЦСКА «Зенит» выиграл со счётом 2:0, практически не дав соперникам даже ударить по воротам.
Первый трофей Спаллетти с «Зенитом» был выигран 16 мая 2010 года в Ростове-на-Дону. В финале Кубка России петербургская команда обыграла со счётом 1:0 новосибирскую «Сибирь» благодаря голу с пенальти в исполнении Романа Широкова.
Защиту нового титула «Зенит» начал с петербургского дерби против «Динамо» в 1/16 финала кубка России 2010/11 (3:1).
В июле ряды «Зенита» пополнили нападающий казанского «Рубина» и сборной России Александр Бухаров, защитник итальянского «Удинезе» и сборной Сербии Александар Лукович, а также защитник «Порту» и сборной Португалии Бруну Алвеш.
31 июля «Зенит» на «Петровском» победил действующего чемпиона России «Рубин» со счётом 2:0. На послематчевой пресс-конференции главный тренер «Рубина» Курбан Бердыев сказал следующее:

«Думаю, „Зенит“ победил заслуженно. Во втором тайме петербургская команда играла хорошо — компактно, более надёжно в обороне. Виден почерк Спаллетти. Есть неудовлетворение в связи с нашей игрой в атаке, но это больше заслуга „Зенита“. Лидерство „Зенита“ в чемпионате России закономерно. Остальные команды будут бороться за вторые-третьи места»
Президент «Газпрома» Алексей Миллер после матча заявил о решении сделать «Зенит» базовым клубом сборной России. 5 августа был приобретён многоопытный капитан «Рубина» и сборной России Сергей Семак.
Отборочный турнир Лиги чемпионов «Зенит» начал с выездной ничьи 0:0 с румынским клубом «Униря» Урзичень, играя больше часа в большинстве. Дома была одержана победа 1:0.

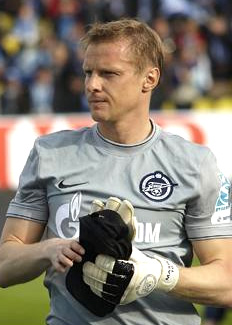
Вячеслав Малафеев

В следующем раунде «Зениту» встречался с бронзовым призёром чемпионата Франции — «Осером». Первый поединок в Санкт-Петербурге вышел непростым для «Зенита», несмотря на то что уже на 3-й минуте матча счёт открыл Александр Кержаков, забивший свой 100-й гол за клуб. Дважды счёт мог увеличить Роман Широков. «Осер» также имел два выгодных момента для взятия ворот. Во Франции «Зенит» не сумел создать реальных угроз и допустил грубейшие ошибки при стандартных положениях. В начале каждого из таймов мячи после подач угловых забили Ангбар и Елень. После этого ошибки допустили Вячеслав Малафеев и Томаш Губочан, оба были удалены с поля. «Зенит» потерпел своё первое поражение при Лучано Спаллетти и продолжил свой европейский сезон в групповом турнире Лиги Европы, где в ему в соперники выпали греческий АЕК, бельгийский «Андерлехт» и хорватский «Хайдук».
7 сентября «Зенит» покинул один из старожилов клуба — чешский полузащитник Радек Ширл. Он при Спаллетти не попадал в заявку и перешёл в чешский клуб «Млада Болеслав». За 8 сезонов Ширл сыграл в 189 матчах и забил гол, принёсший «Зениту» чемпионское звание в 2007 году.
Осенью 2010 года отличную форму набрал Александр Кержаков, забивший за месяц 9 мячей в чемпионате и Лиге Европы, за счёт чего «Зенит» одержал ряд ярких побед: над «Андерлехтом» 3:1 и АЕК 4:2 в Лиге Европы, а также в чемпионате России, где со счётом 6:1 был обыгран «Сатурн».

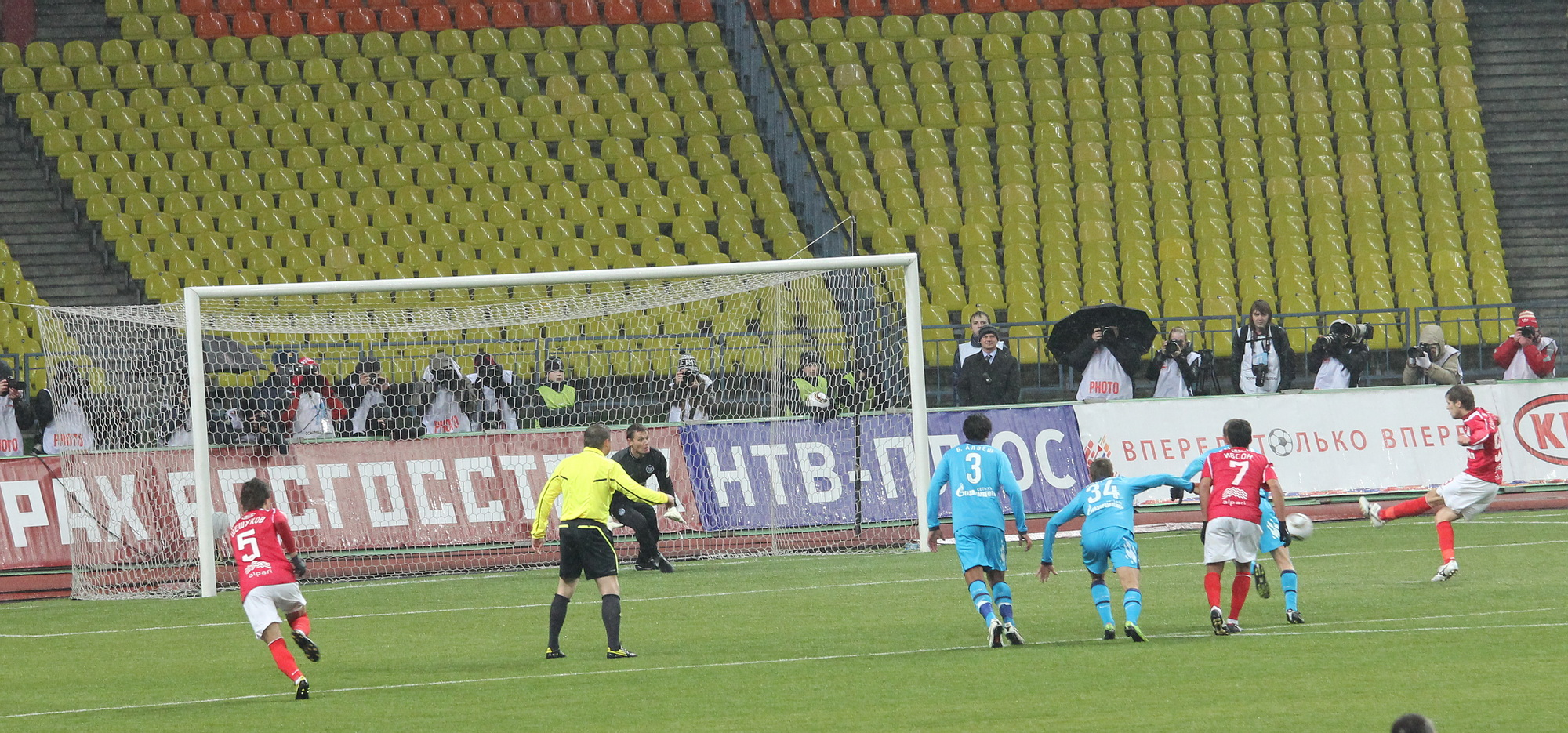
Первое поражение Лучано Спаллетти в чемпионате России

После 25-го тура «Зенит» довёл свою беспроигрышную серию до 26 матчей. Чтобы повторить рекорд московского «Локомотива», «Зениту» надо было не проиграть «Спартаку» в Москве, но на 88-й минуте победный пенальти реализовал Дмитрий Комбаров.
В 26-м туре «Зенит» обыграл на своём поле «Аланию» 3:0. После этого клуб за 4 тура до конца обеспечил себе место в призёрах, а отрыв от ближайших преследователей, «Рубина» и ЦСКА, составлял 6 и 9 очков соответственно. В 28-м туре «Зенит» разгромил «Ростов» 5:0 и завоевал второе в своей истории звание чемпиона России.
В следующем сезоне «Зенит» продолжил развивать успех как на внутренней, так и на европейской арене. Сезон начался с победы в Суперкубке России над ЦСКА 1:0. В первой части переходного сезона чемпионата России главным соперником «Зенита» был ЦСКА, которому петербуржцы изначально уступали. Личная встреча, состоявшаяся 10 апреля, закончилась со счётом 1:1, однако через несколько дней из-за нарушения регламента чемпионата «Зениту» было засчитано техническое поражение 0:3. По итогам первого круга «Зенит» отставал от лидера на семь очков. В летнее трансферное окно команду пополнил итальянский защитник Доменико Кришито, который быстро стал одним из лидером команды. После месячной летней паузы уже в августе команда сумела догнать ЦСКА, а в сентябре стать единоличным лидером чемпионата. Перед зимней паузой «Зенит» оторвался от москвичей на шесть очков. В феврале 2012 года «Зенит» до конца сезона взял в аренду свою бывшую звезду Андрея Аршавина, который получал мало игровой практики в «Арсенале». С возобновлением чемпионата «Зенит» выдал девятиматчевую беспроигрышную серию и за три тура до конца чемпионата, обыграв в гостях 2:1 московское «Динамо», во второй раз подряд стал чемпионом России. Уже после завоевания титула «Зенит» потерпел поражение 2:3 от «Спартака», который в итоге сумел обойти ЦСКА и занять второе место.
В Лиге чемпионов команда впервые в истории вышла в плей-офф. На групповом этапе её соперниками стали кипрский АПОЭЛ, португальский «Порту» и украинский «Шахтёр». «Зенит» по разу обыграл на своём поле португальский и украинский клубы и благодаря уверенной игре вратаря Вячеслава Малафеева добился важных ничьих в Португалии и на Кипре, которые позволили занять второе место в группе (первое сенсационно занял АПОЭЛ). Соперником «Зенита» в 1/8 финала стала португальская «Бенфика». На «Петровском» «Зенит» одержал победу со счётом 3:2, однако на выезде уступил 0:2.

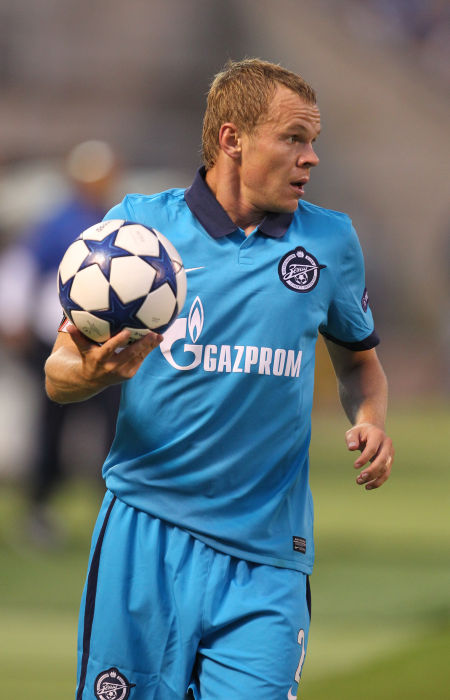
Александр Анюков

В последние часы летней дозаявочной кампании лета 2012 года «Зенит» сумел договориться о переходе в команду бразильского форварда Халка и бельгийского полузащитника Акселя Витселя. По словам генерального директора «Зенита» Максима Митрофанова покупка обоих футболистов обошлась в 80 миллионов евро, рекордные для российского футбола. Вскоре после этих трансферов в команде развернулся скандал, связанный с переводом в дубль Игоря Денисова, недовольного отказом руководства клуба повысить ему зарплату. Какое-то время Денисова поддерживал Александр Кержаков, который также был отстранён от команды. В скором времени конфликт был улажен, и футболисты вернулись в состав.
Сезон 2012/2013 для «Зенита» начался с Суперкубка России, в котором клуб уступил «Рубину» 0:2. В чемпионате «Зенит» стартовал удачно: в 5 играх — 4 победы и 1 ничья. В 3 туре «Зенит» на своём поле разгромил московский «Спартак» 5:0. В Лиге чемпионов клуб дебютировал на выезде против испанской «Малаги» и уступил со счётом 0:3. Далее «Зенит» уступил дома «Милану» 2:3. В 3 туре выиграл у «Андерлехта» 1:0 благодаря единственному голу Александра Кержакова с пенальти. В 16 туре чемпионата команда встречалась в гостях с московским «Динамо». Матч был прерван на 37-й минуте матча из-за беспорядков на трибунах. С трибуны гостей во вратаря бело-голубых Антона Шунина было брошено пиротехническое устройство. «Зениту» было присуждено техническое поражение 0:3, наложен штраф и присуждено наказание в виде проведения двух домашних матчей без зрителей. По итогам группового этапа Лиги чемпионов «Зенит» вышел с 3 места в 1/16 финала Лиги Европы. В зимнем межсезонье клуб пополнили Луиш Нету и Милан Родич и покинули завершивший карьеру Дмитрий Бородин, Микаэль Лумб, Ренат Янбаев и Максим Канунников.
В 1/16 Лиги Европы «Зенит» прошёл английский «Ливерпуль» — 2:0 дома, 1:3 в гостях. В 1/8 финала проиграл швейцарскому «Базелю» 0:2 в гостях, 1:0 дома. В Кубке России клуб проиграл «Анжи» 0:1. В 30 туре чемпионата России «Зенит» встречался с «Амкаром», сыграл 0:0, набрал 62 очка и завоевал серебряные медали.
Последний сезон при Спаллетти «Зенит» проводил нестабильно. Чемпионат России команда начала в роли лидера. В Кубке России «Зенит» в первом же матче проиграл 0:2 «Тюмени». В Лиге чемпионов команда вышла из группы, одержав всего одну победу. 9 марта «Зенит» в домашнем матче сыграл вничью с «Томью» 0:0. 11 марта в связи с неудовлетворительными результатами команды было принято решение об отстранении Спаллетти от руководства командой. Исполняющим обязанности главного тренера был назначен его помощник Сергей Семак. Тем не менее, Спаллетти и его тренерский штаб не разрывали действующие контракты с клубом и продолжили получать в нём зарплату. Под руководством Семака «Зенит» провёл два матча: в чемпионате России уступил действующему чемпиону ЦСКА (0:1), после чего началась победная серия армейцев, позволившая им отстоять свой титул и на одно очко обойти «Зенит», а в ответном матче 1/8 Лиги чемпионов победил дортмундскую «Боруссию» 2:1 после домашнего поражения 2:4.

### 2014—2016. Период Виллаш-Боаша

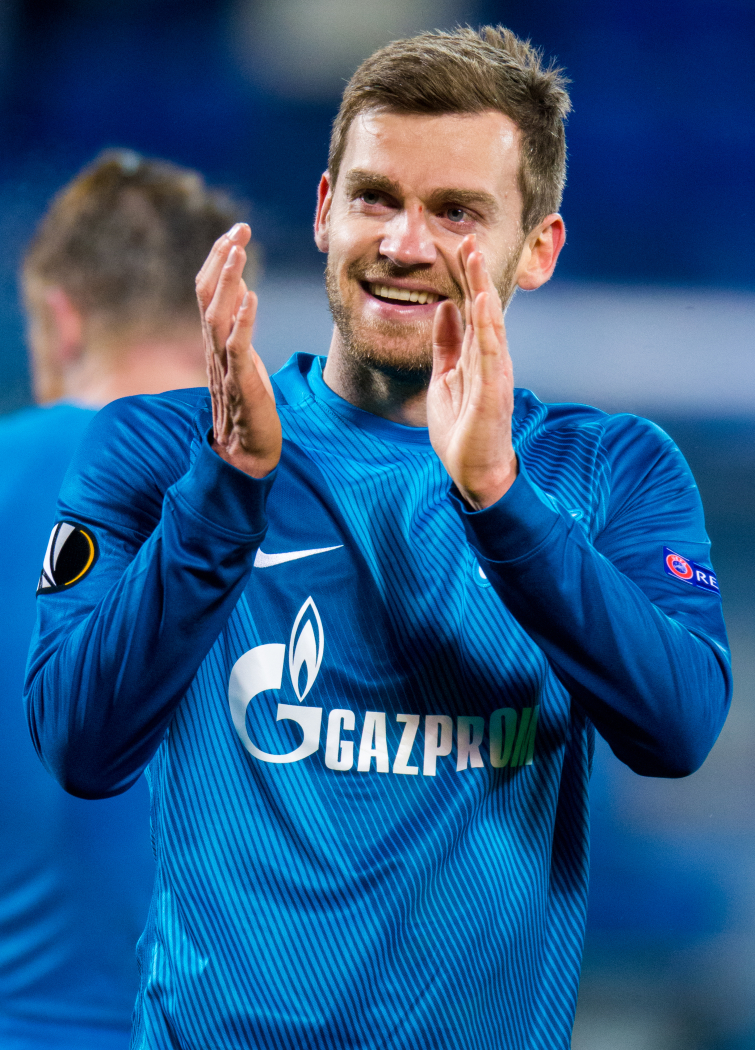
Николас Ломбертс

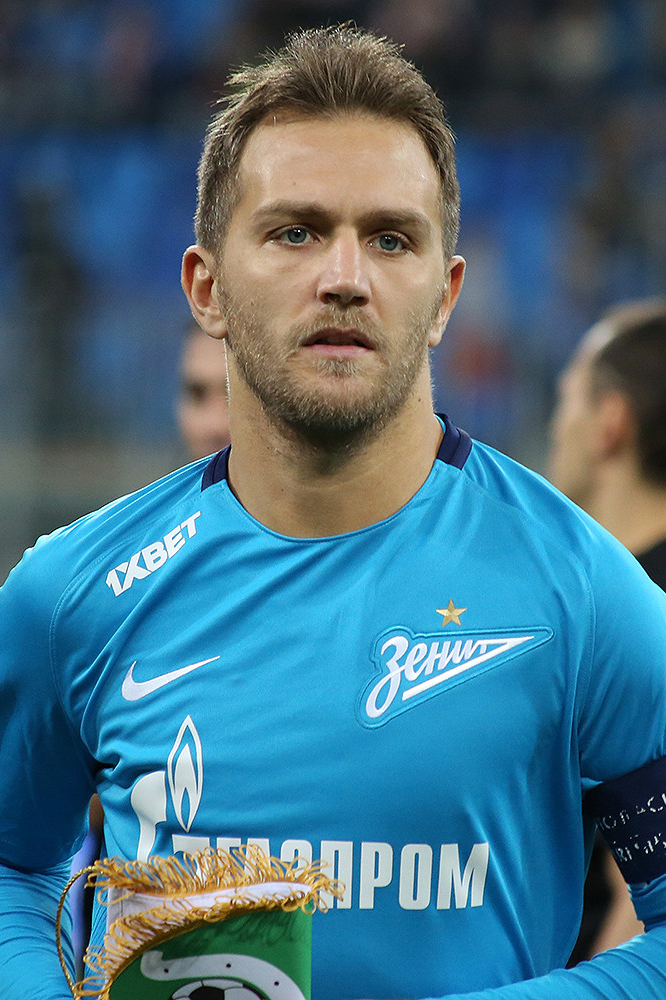
Доменико Кришито

18 марта 2014 года главным тренером «Зенита» был объявлен португалец Андре Виллаш-Боаш, ранее тренировавший «Порту», «Челси», «Тоттенхэм» и имевший опыт работы с Халком. С ним был заключён контракт на два сезона. После победы над «Краснодаром» в матче 25-го тура Виллаш-Боаш побил рекорд тренеров «Зенита» по числу побед в стартовых матчах, выиграв четыре игры подряд. «Зенит» до последнего боролся с ЦСКА и «Локомотивом» за чемпионство, но, несмотря на победу в 30-м туре над «Кубанью» (4:1), занял второе место.
Перед стартом сезона клуб укрепился защитником Эсекьелем Гараем и полузащитником Хави Гарсией. 30 июля 2014 года гостевым матчем 3-го отборочного раунда с кипрским клубом АЕЛ «Зенит» стартовал в розыгрыше Лиги чемпионов 2014/15. Несмотря на значительное преимущество в ударах по воротам (18:3), в створ петербуржцы попали только дважды, а единственный точный удар АЕЛа принёс ему победу. К тому же на 66-й минуте за неспортивное поведение был удалён Аксель Витсель. В ответном матче «Зенит» выиграл 3:0, а в 4-м раунде дважды обыграл бельгийский «Стандард» (1:0, 3:0) и вышел в групповой этап, где ему достались «Бенфика», «Байер» и «Монако».
В чемпионате России клуб, встречаясь в основном с новичками и середняками премьер-лиги, одержал шесть побед в первых шести турах. После выигрыша в первом туре Лиги чемпионов у «Бенфики» «Зенит» установил рекорд клуба — 11 побед подряд во всех турнирах. Следующая игра чемпионата России принесла «Зениту» ещё одно достижение: команда продолжила свою победную серию в чемпионате страны, доведя количество побед до 8, тем самым обновил рекорд, до этого принадлежавший «Рубину».
Группа в Лиге чемпионов специалистами рассматривалась как ровная по составу, и считалось, что «Зениту» вполне по силам выйти в 1/8 финала. Команда выиграла оба матча у «Бенфики», однако два поражения от «Байера» и одно набранное очко в матчах с «Монако» позволили петербуржцам занять только третье место. В 1/16 Лиги Европы «Зениту» был обыгран нидерландский ПСВ 1:0 (г), 3:0 (д). В чемпионате России клуб завершил год на первом месте, опережая после 17-ти туров ЦСКА на 7 очков.
В 1/8 Лиги Европы «Зенит» прошёл «Торино» (2:0 (д), 0:1 (г)), но на стадии четвертьфинала уступил будущему победителю испанской «Севилье» 1:2 (г), 2:2 (д). 17 мая в игре против «Уфы», проводившей свой домашний матч на «Петровском», «Зенит» сыграл вничью 1:1 и за два тура до окончания сезона в пятый раз стал чемпионом страны, после чего на эмблеме команды появилась звезда. Ключевую роль в завоевании золотых медалей сыграл лидер атак «Зенита» бразилец Халк, ставший лучшим бомбардиром чемпионата и игроком года по версии РФС.
В межсезонье перед началом чемпионата 2015/16 Андре Виллаш-Боаш заявил, что в новом сезоне не рассчитывает на Аршавина и Тимощука, у которых закончились контракты, и на Кержакова, которому он не готов предоставить игровую практику. Позже тренер заявил, что покинет «Зенит» после окончания сезона 2015/16, отказавшись продлить контракт. Во многом это было связано с ужесточением лимита на легионеров, которое не устроило португальского специалиста.
Новый сезон «Зенит» начал уверенно в чемпионате России (4 победы подряд), однако потом произошёл спад, из-за чего клуб к зимнему перерыву занимал лишь 6-е место с отставанием в 7 очков от лидера — ЦСКА. В Лиге чемпионов, наоборот, клуб выиграл пять встреч подряд у «Валенсии», «Гента» и «Лиона» и вышел в плей-офф. Лучшим бомбардиром стал новичок команды — Артём Дзюба, перешедший из «Спартака»: на его счету оказалось 15 голов в чемпионате и 6 голов в Лиге чемпионов, кроме того, хорошую форму демонстрировал Халк.
В 1/8 Лиги чемпионов «Зенит» уступил «Бенфике» 0:1 (г), 1:2 (д). Зимой клуб пополнили опытные российские игроки Александр Кокорин и Юрий Жирков. 2 мая 2016 года «Зенит», обыграв со счётом 4:1 ЦСКА, в третий раз стал обладателем Кубка России. Однако в чемпионате дела складывались не лучшим образом, и по итогам сезона команда заняла лишь третье место, впервые за долгое время не сумев квалифицироваться в Лигу чемпионов. Сразу же по завершении чемпионата Виллаш-Боаш, как ранее и ожидалось, покинул клуб.

### 2016—2018. Фиаско Луческу и Манчини
В мае 2016 года клуб подписал контракт с новым главным тренером румыном Мирчей Луческу, до этого в течение 12 лет тренировавшего донецкий «Шахтёр». Контракт был заключён по схеме 2+1. В марте 2017 года в тренерский штаб «Зенита» вошёл его бывший капитан Анатолий Тимощук. Перед Луческу встал вопрос о построении новой команды.
30 июня было объявлено о переходе главной звезды команды бразильца Халка в китайский клуб «Шанхай СИПГ»; компенсация составила 55,8 миллиона евро и дополнительные бонусы, также в последний день трансферного окна команду покинул основной защитник Эсекьель Гарай, перешедший в «Валенсию». В январе 2017 года в китайский клуб «Тяньцзинь Цюаньцзянь» ушёл Аксель Витсель. Им на смену были приобретены полузащитник сборной Словакии Роберт Мак, бразилец Жулиано и защитник Иван Новосельцев, из аренды вернулся ветеран команды Александр Кержаков. Зимой к ним присоединились вратарь «Уфы» Андрей Лунёв (вскоре ставший основным вратарём команды), полузащитники бразилец Эрнани, француз Йоан Молло и Ибрагим Цаллагов (два последних — из самарских «Крыльев Советов»); из «Челси» перешёл опытный, но возрастной защитник Бранислав Иванович.

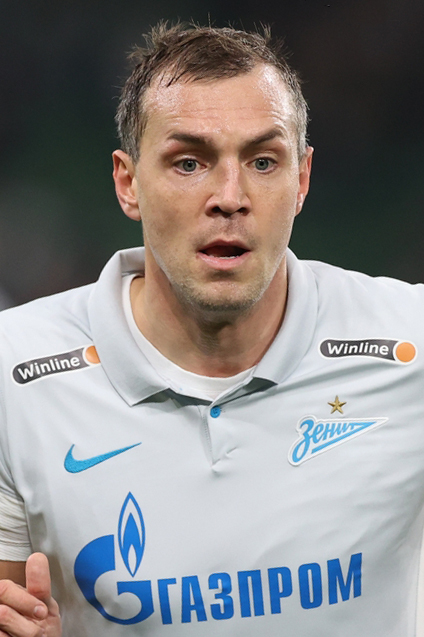
Артём Дзюба

23 июля 2016 года в первом матче под руководством Луческу «Зенит» завоевал очередной трофей — Суперкубок России, вновь обыграв ЦСКА (1:0). 27 октября клуб проиграл в гостевом матче 1/8 финала Кубка России «Анжи» 0:4. Это поражение стало первым при Луческу — до этого во всех турнирах были одержаны 12 побед в 16 матчах и самым крупным за 13,5 лет — после проигрыша 10 мая 2003 года московскому «Динамо» 1:7. Первый круг чемпионата России 2016/17 «Зенит» завершил на втором месте, набрав за 17 туров 35 очков и отставая на 5 очков от московского «Спартака».
В Лиге Европы «Зенит» занял первое место в группе «D» с пятью победами и одним поражением (2:3 от нидерландского АЗ, который до этого был разгромлен на «Петровском» 5:0), показав яркую игру: например, была одержана волевая победа в выездном матче с израильским «Маккаби» — 4:3, причём «Зенит» выиграл, уступая 0:3. Однако в 1/16 финала клуб уступил бельгийскому «Андерлехту» 0:2 на выезде и 3:1 дома, пропустив решающий гол в концовке второго матча. Тем не менее, по итогам турнира Жулиано стал лучшим бомбардиром Лиги Европы. После этого «Зенит» сосредоточился на матчах чемпионата России, где ему предстояло бороться за чемпионство с лидером первенства «Спартаком» и идущим вровень с петербуржцами ЦСКА. 22 апреля 2017 года состоялся матч открытия нового стадиона «Зенита», в котором со счётом 2:0 был обыгран «Урал». По итогам первенства команда не только не смогла бороться за чемпионство, но и второй сезон подряд финишировала на третьем месте в чемпионате, не попав в Лигу чемпионов.
После завершения сезона в руководстве «Зенита» произошли принципиальные изменения: пост президента клуба вновь занял Сергей Фурсенко, а пост спортивного директора достался Константину Сарсании, который ранее уже занимал эту должность. 28 мая официальный сайт «Зенита» объявил о досрочном расторжении контракта с Луческу. Через месяц появилась информация, что сумма компенсации за досрочное прекращение контракта составила 2,5 млн евро.

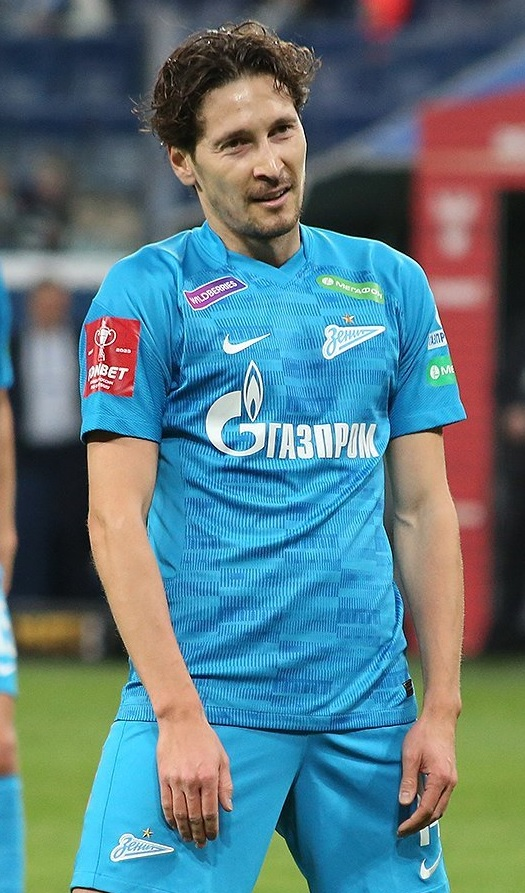
Далер Кузяев

На кандидатуру главного тренера рассматривалось несколько вариантов. 1 июня 2017 года главным тренером был назначен итальянец Роберто Манчини. Соглашение было рассчитано на 3 года и предусматривало возможность продления ещё на два сезона. С Манчини в команду пришёл новый штаб; от Луческу в «Зените» остались только два испанских физиотерапевта. Продолжил работать и Анатолий Тимощук. Ещё одним русскоговорящим тренером «Зенита» стал Игорь Симутенков, помогавший Фабио Капелло в сборной. В «Зенит» приехали и итальянские помощники Манчини. К административному штабу клуба присоединился бывший генеральный менеджер сборной России при Капелло Оресте Чинквини, который занял место заместителя Сарсании. Михаил Бирюков продолжил работу в «Зените» вместе с итальянским специалистом. Манчини уже на первых сборах отказался от схемы 4-2-3-1, которуй использовал Луческу. Стандартной схемой «Зенита» стала 4-4-2. 4 июня было объявлено о переходе в «Зенит» Кристиана Нобоа. Трансфер эквадорца стал первым для клуба в летнее межсезонье. Вскоре был приобретён защитник «Ростова», воспитанник Академии «Зенита», Денис Терентьев. Клуб покинули Николас Ломбертс, который перебрался в бельгийский «Остенде»; Хави Гарсия, вернувшийся в Испанию; Жулиано отправившийся в «Фенербахче», а с многолетним капитаном клуба Данни руководство клуба решило не продлевать контракт. Также в июне в команду вернулись клубные воспитанники Далер Кузяев и Дмитрий Богаев. 1 июля к клубу присоединился Леандро Паредес, перебравшись из «Ромы» за 23 миллиона евро. Также был куплен аргентинский нападающий Себастьян Дриусси. В аренду отправились Роберт Мак, Евгений Чернов, Артур Юсупов, Александр Рязанцев, Лука Джорджевич и Луиш Нету. В первом официальном матче под руководством Манчини — выездной встрече с дебютантом РФПЛ «СКА-Хабаровск» 16 июля — «Зенит» победил 2:0. 6 августа в домашнем матче 4-го тура «Зенит» разгромил действующего чемпиона страны «Спартак» 5:1. 23 августа клуб приобрёл полузащитника Эмилиано Ригони который стал пятым аргентинским игроком, перешедшим в «Зенит» за время летней трансферной кампании. До него к команде присоединились защитник Эмануэль Маммана и полузащитник Матиас Краневиттер. Президент петербургского клуба Сергей Фурсенко высказался об аргентинцах:
Пока мы не предполагаем больше аргентинцев. Я думаю, что коллектив аргентинцев в «Зените» уже полный, пять человек достаточно. Они сыграны между собой, часто играли вместе в сборных Аргентины и учились вместе.

Для того чтобы раскатить наших российских игроков в «Зените», нужно поместить их в комфортную элитную футбольную среду. Что мы и сделали. Мы взяли именно сыгранных между собой аргентинцев.
7 октября на 50-м году жизни скончался спортивный директор Константин Сарсания. Осенью в девяти турах чемпионата, сыгранных с 1 октября, было добыто лишь две победы при четырёх ничьих и трёх поражениях. На зимний перерыв в чемпионате России клуб ушёл на втором месте в турнирной таблице с 37 очками, отставая от лидирующего «Локомотива» на восемь очков. В группе L Лиги Европы «Зенит» набрал 16 очков и с первого места вышел в плей-офф. В зимнее межсезонье в аренду были отданы Кристиан Нобоа, Артём Дзюба и Олег Шатов; в команду перешли Антон Заболотный из «Тосно», а также Эльмир Набиуллин и Магомед Оздоев из «Рубина». В 1/16 Лиги Европы «Зенит» прошёл шотландский «Селтик» (поражение 1:0 на выезде и победа 3:0 дома). В 1/8 финала клуб уступил немецкому «Лейпцигу» — 1:2 в гостях, 1:1 дома. В самом начале второй игры серьёзную травму получил Александр Кокорин, став вторым игроком клуба, получившим разрыв крестообразных связок колена за последние две встречи: 11 марта в игре чемпионата России против «Ростова» (0:0) травмировался Маммана. В ходе чемпионата России «Зенит» сыграл вничью и проиграл несколько важных матчей: 1:2 с «Краснодаром» (победный гол забил Шатов), 3:3 с тульским «Арсеналом» (ничью для туляков после дубля Кузяева спас Дзюба). После ничьи 0:0 с ЦСКА «Зенит» потерял даже теоретические шансы на чемпионство, а поражение на выезде от «Локомотива» 5 мая привело соперника к досрочной победе в чемпионате. Перед последним туром в 9 весенних турах было добыто всего лишь три победы при четырёх ничьих и двух поражениях. В начале мая появилась информация, что Манчини заинтересован в том, чтобы возглавить сборную Италии. Также стало известно, что по окончании сезона команду покинут Доменико Кришито и Виктор Файзулин, не игравший из-за травм с 2015 года. 13 мая «Зенит» объявил об уходе Манчини. Контракт был расторгнут без компенсаций. Под руководством итальянца клуб показал худший результат за последние 10 лет, заняв пятое место в чемпионате.

### С 2018. Возвращение и шесть чемпионств Семака
13 мая 2018 года на своей официальной странице в социальной сети «ВКонтакте» «Зенит» поинтересовался у болельщиков, кого они хотят видеть новым главным тренером команды. Больше всего голосов (63,2 %) получил тренер «Уфы» Сергей Семак. Всего на выбор было предложено пять кандидатур. Помимо Семака — главный тренер итальянского «Наполи» Маурицио Сарри (20,3 %), наставник донецкого «Шахтёра» Паулу Фонсека (6,5 %), возглавляющий сборную Аргентины Хорхе Сампаоли (6 %) и тренер аргентинского клуба «Ривер Плейт» Марсело Гальярдо (4 %).

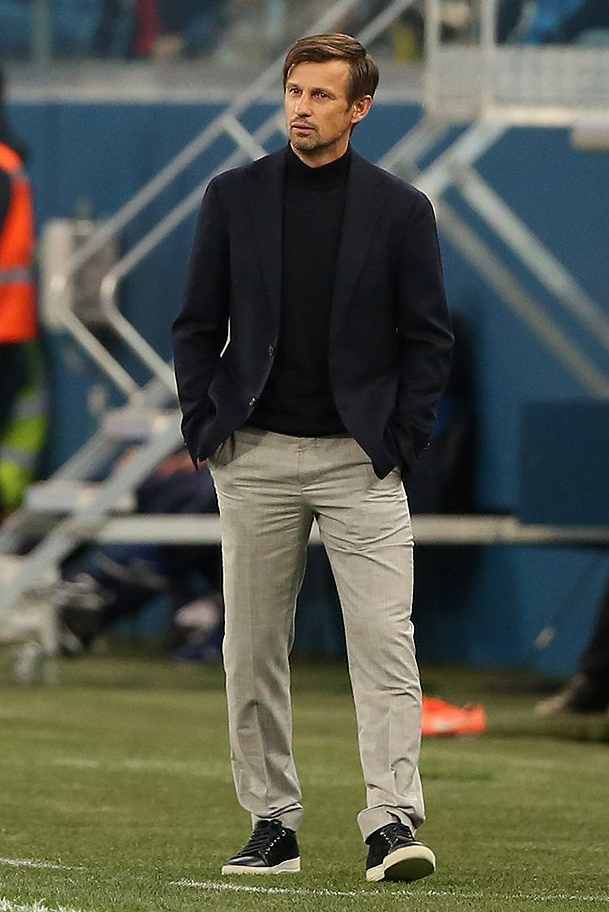
Сергей Семак

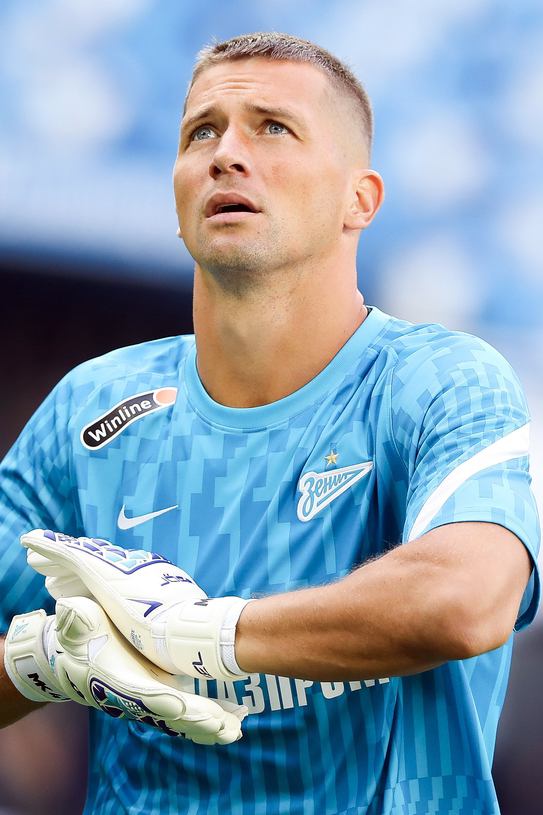
Михаил Кержаков

29 мая клуб объявил о назначении Семака на пост главного тренера. Соглашение было рассчитано на два года с возможностью продления ещё на один год. Руководство впервые за девять лет назначило главным тренером команды россиянина. Ассистентами Семака стали Игорь Симутенков и Анатолий Тимощук, работавшие с командой ранее. Голкиперов продолжил тренировать Михаил Бирюков. 29 июля клуб провёл первую официальную встречу под руководством Семака, в матче первого тура обыграв красноярский «Енисей» 2:0. 31 июля «Зенит» утвердил на должность спортивного директора клуба испанца Хавьера Рибалту, контракт был рассчитан на три года; покинул «Зенит» в апреле 2021 года. Двумя капитанами стали Александр Анюков и Бранислав Иванович. 16 августа «Зенит» в ответном матче третьего квалификационного раунда Лиги Европы разгромил минское «Динамо» и прошёл в раунд плей-офф. Игра прошла при пустых трибунах на стадионе «Петровский» и закончилась со счётом 8:1 в дополнительное время при проигрыше в первом матче со счётом 0:4. Это стало вторым случаем, когда российский клуб забил 8 мячей в матче еврокубка (в 2002 году «Зенит» в отборочном раунде Кубка УЕФА разгромил «Энкамп» из Андорры 8:0), также впервые россияне смогли отыграться после поражения с разницей в 4 мяча. 19 августа в матче 4 тура против «Урала» (4:1) травмировался полузащитник Кристиан Нобоа, вернувшийся в строй в марте 2019. 3 сентября клуб объявил о подписании контракта с бывшим полузащитником «Ювентуса» Клаудио Маркизио. На зимний перерыв команда ушла, занимая первое место в чемпионате России (34 очка) и досрочно выйдя в плей-офф Лиги Европы. В зимнее межсезонье Леандро Паредес перешёл в «Пари Сен-Жермен» за 45 млн евро. В аренду в греческий «Олимпиакос» ушёл вратарь Юрий Лодыгин. Клуб усилился центральным защитником донецкого «Шахтёра» Ярославом Ракицким, опорником «Боки Хуниорс» Вилмаром Барриосом и нападающим казанского «Рубина» Сердаром Азмуном. Досрочно был возвращён из аренды в итальянской «Аталанте» Эмилиано Ригони. Выступление в Лиге Европы закончилось в 1/8 финала после поражения от «Вильярреала» 1:3 (д), 1:2 (г). Если в последних десяти матчах чемпионата перед зимним перерывом «Зенит» одержал пять побед и потерпел пять поражений, то в первых десяти матчах после перерыва выиграл семь матчей при трёх ничьих. Решающими матчами стали игра 24 тура против «Краснодара», в которой Дзюба на 90+5 минуте принёс победу 3:2, и состоявшаяся 4 мая гостевая игра 27 тура против «Ахмата», в которой Дриусси сравнял счёт на 87-й минуте. Поражение 0:2, которое через 2,5 часа потерпел «Локомотив» в Туле, сделало «Зенит» чемпионом, о чём команда узнала в самолёте.
5 июля 2020 года «Зенит», одержав выездную победу над «Краснодаром» 4:2 в 26 туре чемпионата России 2019/20, в шестой раз стал чемпионом России. 25 июля клуб в четвёртый раз в истории выиграл Кубок России, в финале обыграв «Химки» 1:0 благодаря голу с пенальти Дзюбы. Таким образом, «Зенит» во второй раз в истории оформил золотой «дубль». Сезон 2020/21 начал с победы в Суперкубке России. Выступление в Лиге чемпионов 2020/21 закончилось неудачей — одно очко и последнее место на групповом этапе. 2 мая 2021 года, победив в домашнем матче 28 тура единственного преследователя «Локомотив» 6:1, «Зенит» в третий раз подряд стал чемпионом России.
Летом руководство не стало продлевать контракт с Андреем Лунёвым, и команда осталась со слабейшей вратарской линией за последние тридцать лет — Михаилом Кержаковым и молодым Даниилом Одоевским. В начале сентября был подписан контракт со Станиславом Крицюком. Сезон 2021/2022 «Зенит» открыл седьмой победой в Суперкубке России, обыграв 3:0 «Локомотив». В Лиге чемпионов клуб впервые за три года вышел из группового этапа, но уже в стыковых матчах за выход в 1/8 финала Лиги Европы уступил испанскому «Бетису» 2:3 (д). 30 апреля 2022 года на «Газпром Арене» «Зенит» одержал победу над «Локомотивом» 3:1 и за три тура до конца первенства стал чемпионом России четвёртый раз подряд.
7 мая 2023 года, победив в домашнем матче московский «Спартак» 3:2, «Зенит» за четыре тура до окончания чемпионата стал чемпионом России пятый раз подряд.
25 мая 2024 года, одержав в последнем туре домашнюю волевую победу над «Ростовом» 2:1, «Зенит» повторил рекорды «Спартака» — 10 титулов чемпиона России, из них шесть — подряд. 2 июня, победив в финале Кубка России «Балтику» 2:1, «Зенит» выиграл «дубль».
Единственным трофеем для «Зенита» в сезоне-2024/25 стал Суперкубок России — со счетом 4:2 был обыгран «Краснодар». В чемпионате «Зенит» занял второе место, уступив одно очко «Краснодару», а в Кубке России проиграл в финале «пути РПЛ» ЦСКА. 25 мая 2025 года клуб отпраздновал своё столетие.

## Основные сведения
С 1938 по 1989 выступал в высшей лиге чемпионата СССР.

В 1992 и с 1996 года — в высшем дивизионе России.

### Клубные цвета
| Синий | Белый | Голубой |

### Герб клуба

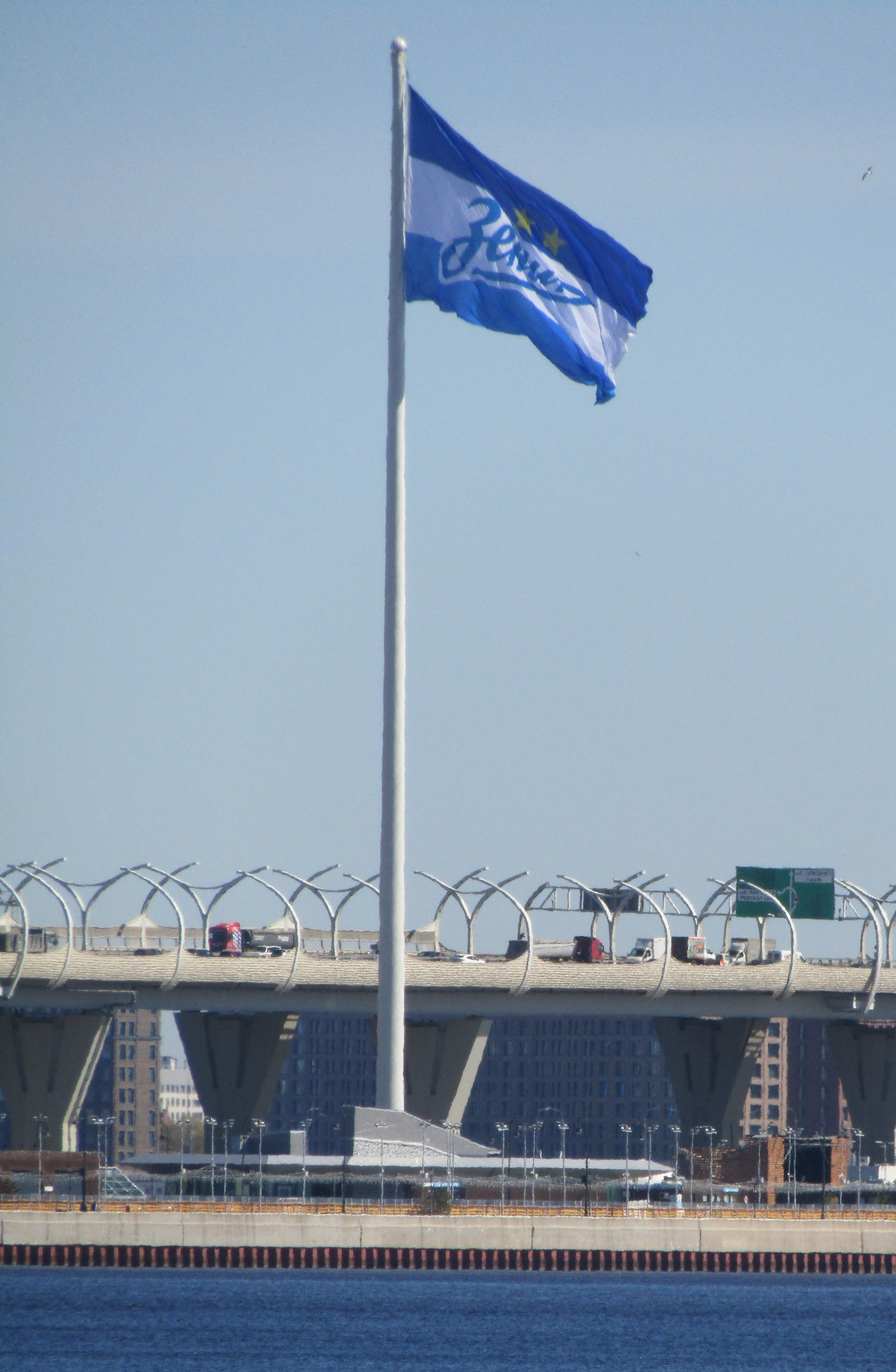
Флаг клуба размером 30×20 м на флагштоке высотой 105 м

С 1936 года известно несколько вариантов клубной символики:
- C 1925 по 1936 эмблемой ДСО «Сталинец» являлся флаг, состоящий из трёх вертикальных дорог, и надписью «Сталинец». Центральная полоса белая, а цвет крайних полос варьировался от небесно-голубого до зелёного.
- В 1940 году появилась зенитовская стрелка. Её форма была волнистой, а цветами в разные периоды были белый, синий («электрик»), голубой или красный. Последнее «т» в то время неизменно пишется как латинская прописная «m» («м»).
- 1978—1989 — Символ представлял собой слово «Зенит», вписанное художественным шрифтом в стрелку, при этом буква «З» соответствовала расширению, а буква «т» — острию стрелки. Слово «Зенит» и стрелка синие, фон белый (или наоборот).
- 1989—1991 — «зенитовская» стрелка, вписанная в круг, образованный словами «ФУТБОЛЬНЫЙ КЛУБ» и «ЛЕНИНГРАДСКИЙ». Буквы чёрные. На вершине круга золотой кораблик Адмиралтейства. Внизу, под стрелкой, заходя под неё левой верхней частью — чёрно-белый футбольный мяч. Фон круга белый.
- В 1991 году эмблемой клуба вновь стала стрелка без дополнительных элементов.
- В 1996 в связи с возвращением в Высшую лигу было решено вернуть эмблему 1988—1991 годов, но уже с изменённым названием города.
- В 1998 году эмблема приняла более современный вид. Надписи «ФУТБОЛЬНЫЙ КЛУБ» и «САНКТ-ПЕТЕРБУРГ» вписаны в кольцо вокруг стрелки, кораблик уменьшен. Все элементы эмблемы были перекрашены в единый синий цвет.
- В 2010 году эмблема претерпела незначительные изменения. Синий цвет стал светлее, шрифт с засечками изменён на новый шрифт без засечек. Верхняя граница стрелки стала строго горизонтальной. Сама стрелка и футбольный мяч изменились незначительно. Официально эти изменения не считаются новой эмблемой клуба.
- В 2013 году у эмблемы был убран текст «Футбольный клуб» и «Санкт-Петербург». Так же убран круг вокруг стрелки, футбольный мяч и кораблик. Сама стрелка упрощена, строчные буквы выровнены по верхнему краю и образуют верхнюю границу стрелки. Снизу справа добавлен год основания клуба (1925), однако на игровой форме стрелка изображена без года.
- В 2015 году у эмблемы клуба появилась звезда, которая означает пять чемпионств команды.
- В 2023 году у эмблемы клуба появилась вторая звезда, которая означает десять чемпионств команды.

2013—2015
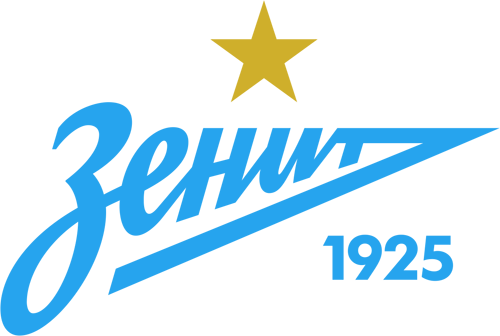
2015—2023
2023—н. в.

### Гимн болельщиков клуба
«Гимн болельщиков „Зенита“» (известна также по первой строчке — «Город над вольной Невой…») — песня болельщиков футбольного клуба «Зенит», которую они считают своим гимном. Зачастую «Город над вольной Невой…» называют «гимном „Зенита“», однако, это неправильно — официального гимна у петербургского клуба нет. В сентябре 2010 года «Зенит» получил все права на использование «Гимна болельщиков „Зенита“».
Создан в 1980 году на основе популярной «Вечерней песни» — произведения, считавшегося неофициальным гимном Ленинграда; музыка композитора В. П. Соловьёва-Седого, текст написан футбольными фанатами. Исполняется болельщиками «Зенита» в начале каждого матча основной и молодёжных команд клуба.

### Друзья и соперники
У болельщиков «Зенита» дружественные отношения с командами, выступающими под названием «Зенит»: «Зенит-Ижевск», «Зенит» (Пенза), а также «Зенит» (Челябинск), переименованный в 2009 году в «Челябинск». Также есть дружественные отношения с командой «Урал».
Принципиальными соперниками «Зенита» традиционно являются московские «Спартак» (см. соперничество «Зенита» и «Спартака»), ЦСКА (см. соперничество «Зенита» и ЦСКА), отчасти «Динамо», «Локомотив» и «Балтика».
Со всеми остальными российскими клубами — отношения нейтральные.

### Форма

#### Домашняя
| 2006    | 2007    | 2008    | 2009    | 2010    | 2011/12 | 2012/13 | 2013/14 | 2014/15 | 2015/16 | 2016/17 |
| 2017/18 | 2018/19 | 2019/20 | 2020/21 | 2021/22 | 2022/23 |         |         |         |         |         |

#### Гостевая
| 2006    | 2007    | 2008    | 2009    | 2010    | 2011/12 | 2012/13 | 2013/14 | 2014/15 | 2015/16 | 2016/17 |
| 2017/18 | 2018/19 | 2019/20 | 2020/21 | 2021/22 | 2022/23 |         |         |         |         |         |

#### Резервная
| 2006 | 2008 | 2009 | 2017/18 |

Источники:,

### Владельцы, спонсоры, сотрудничество, экипировка

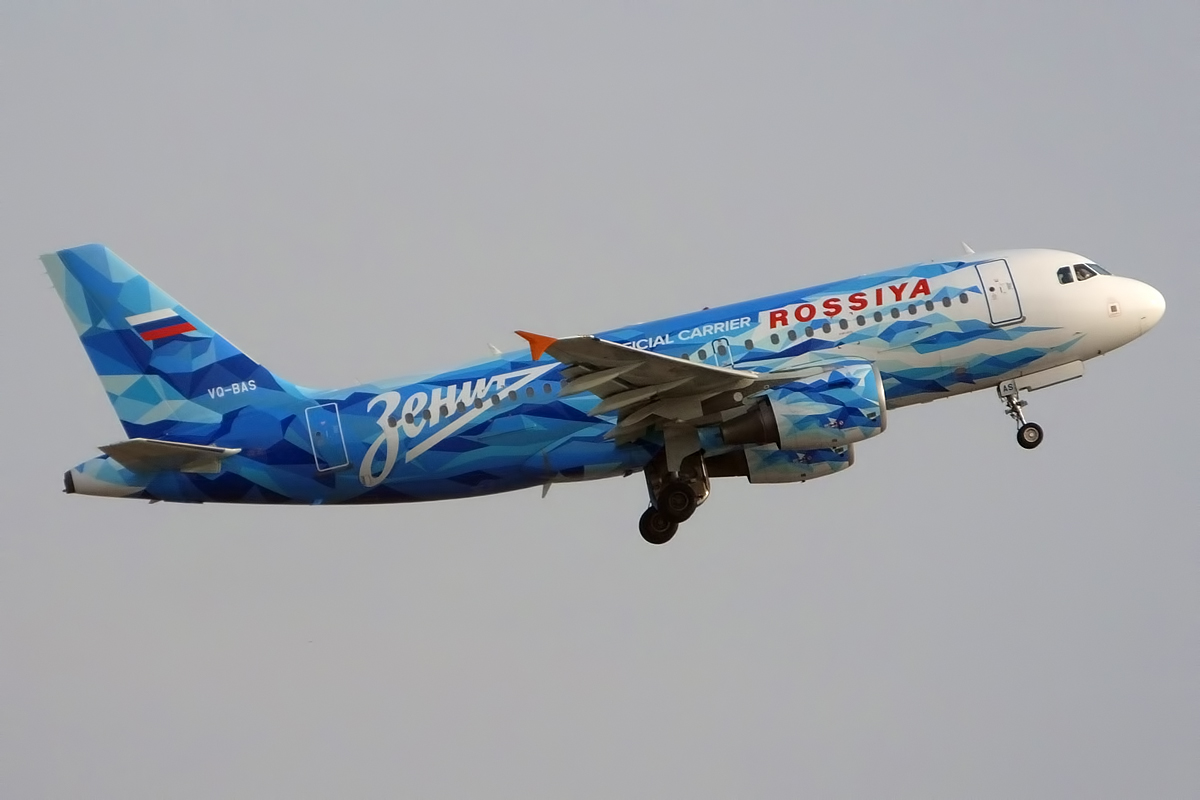
Самолёт «Зенита» (Airbus A319)

До 1990 года клуб находился под опекой завода ЛОМО (ГОМЗ). Затем было образовано коммунальное предприятие «Ленинградский городской футбольный клуб „Зенит“». В августе 1993 года акционерами АОЗТ «ФК „Зенит“» стали строительная корпорация «ХХ трест» (80 % акций) и мэрия Санкт-Петербурга (20 %). В межсезонье-1994/95 генеральным спонсором клуба стала пивоваренная компания «Балтика», из числа акционеров вышла корпорация «ХХ трест». В 2002 году контрольный пакет акций был выкуплен ЗАО «Банкирский дом „Санкт-Петербург“». Зимой-2005/06 владельцем клуба стал спонсор ОАО «Газпром».
В 1998—2008 годах спонсором «Зенита» была компания сотовой связи «Северо-Западный GSM» (впоследствии — «МегаФон»), в 2009—2012 — компания «МТС», с октября 2012 — вновь «МегаФон». Спонсорами клуба, помимо различных дочерних компаний и брендов «Газпрома» также являются «Центр речевых технологий», «Согаз», «Сибур».
Осенью 2013 года клуб стал сотрудничать с мультсериалом «Смешарики», а также с кинокомпанией 20th Century Fox и её сериалом «Симпсоны». В июле 2014 года «Зенит» заключил партнёрское соглашение с авиакомпанией «Россия».
| Годы       | Производители формы | Годы       | Спонсоры                |
| ---------- | ------------------- | ---------- | ----------------------- |
| 1977—2000  | Adidas              | 1936—1987  | Без спонсора            |
| 1977—2000  | Adidas              | 1987       | Ocrim                   |
| 1977—2000  | Adidas              | 1988—1992  | Без спонсора            |
| 1977—2000  | Adidas              | 1993—1994  | Корпорация XX трест     |
| 1977—2000  | Adidas              | 1994—1995  | Marcopizzi Calzature    |
| 1977—2000  | Adidas              | 1995       | Adidas                  |
| 1977—2000  | Adidas              | 1995—1996  | Балтика                 |
| 1977—2000  | Adidas              | 1997       | Газпром Лентрансгаз     |
| 1977—2000  | Adidas              | 1998—1999  | Газпром Газэнергофинанс |
| 1977—2000  | Adidas              | 2000—н. в. | Газпром                 |
| 2001—2002  | Diadora             | 2000—н. в. | Газпром                 |
| 2003—2004  | Umbro               | 2000—н. в. | Газпром                 |
| 2005—2007  | Adidas              | 2000—н. в. | Газпром                 |
| 2008—2009  | Puma                | 2000—н. в. | Газпром                 |
| 2010—2022  | Nike                | 2000—н. в. | Газпром                 |
| 2023—2024  | Joma                | 2000—н. в. | Газпром                 |
| 2024—2025  | Kelme               | 2000—н. в. | Газпром                 |
| 2025—н. в. | Jögel               | 2000—н. в. | Газпром                 |

### Прозвища
Распространённые прозвища клуба и его болельщиков — «мешки», «бомжи» и «львы». По данным издания «Советский спорт», возникновение прозвища «мешки» связано с победой команды в чемпионате СССР по футболу в 1984 году, после чего в Ленинграде были выпущены полиэтиленовые пакеты с надписью «Зенит» — чемпион». Этимология прозвища «бомжи» имеет несколько версий — по одной из них, как пишет «Бизнес Online», с пакетами, посвящёнными победе в 1984 году, ходили не только поклонники «Зенита», но и лица без определённого занятия, а со временем пакеты оказывались на свалке, по другой версии, оно появилось из-за фанатов, которые перемещались по стране на электричках и много выпивали и дебоширили в дороге, к тому же не у всех были деньги на покупку билетов, из-за чего они были вынуждены прятаться от проводников и милиции в ящиках в плацкартных вагонах и прибывали на матч в непрезентабельном виде; по третьей версии, прозвище связано с тем, что до середины 1980-х годов «Зенит» постоянно находился на грани вылета из дивизиона без постоянной прописки в лиге.
В 1996 году неофициальным символом клуба стал лев. Это связано с тем, что в Санкт-Петербурге уже с момента его основания располагаются десятки скульптур с изображением льва.

## Достижения

### Национальные турниры
Чемпионат СССР / Чемпионат России (10, рекорд)
- Чемпион (11): 1984 / 2007, 2010, 2011/12, 2014/15, 2018/19, 2019/20, 2020/21, 2021/22, 2022/23, 2023/24
- Серебряный призёр (4): 2003, 2012/13, 2013/14, 2024/25
- Бронзовый призёр (5): 1980 / 2001, 2009, 2015/16, 2016/17

Кубок СССР / Кубок России
- Обладатель (6): 1944 / 1998/99, 2009/10, 2015/16, 2019/20, 2023/24
- Финалист (3): 1939, 1984 / 2001/02

Кубок сезона СССР / Суперкубок России
- Обладатель (10): 1985 / 2008, 2011, 2015, 2016, 2020, 2021, 2022, 2023, 2024

Кубок Премьер-лиги
- Обладатель: 2003

Приз Всесоюзного комитета / Кубок Федерации футбола СССР
- Финалист: 1986

Первая лига СССР / Первая лига ПФЛ
- Серебряный призёр: 1993 (зона «Центр»)
- Бронзовый призёр (2): 1936 (весна) / 1995

Кубок ВЦСПС
- Финалист: 1935

### Европейские турниры
Кубок европейских чемпионов / Лига чемпионов УЕФА
- 1/8 финала (4): 1985/86 / 2011/12, 2013/14, 2015/16

Кубок УЕФА / Лига Европы УЕФА
- Обладатель: 2007/08

Суперкубок УЕФА
- Обладатель: 2008

Кубок Интертото УЕФА
- Финалист: 2000

### Молодёжная команда
Первенство дублёров СССР / Турнир дублёров / Молодёжное первенство России / М-Лига / Молодёжная футбольная лига
- Чемпион: 2009
- Серебряный призёр (4): 2002, 2022/23, 2023, 2024
- Бронзовый призёр (7): 1958, 1981, 2001, 2005, 2010, 2016/17, 2020/21

### «Дубли»
Чемпионат СССР / Чемпионат России, Кубок СССР / Кубок России
- Дубль (3): 2010, 2020, 2024

## Состав
Основной состав
Состав «Зенита» по заявке РПЛ.

| 1  | Флаг России     | Вр  | Евгений Латышонок       | 1998 |  |  |  |  |  |
| 16 | Флаг России     | Вр  | Денис Адамов            | 1998 |  |  |  |  |  |
| 41 | Флаг России     | Вр  | Михаил Кержаков         | 1987 |  |  |  |  |  |
|    |                 |     |                         |      |  |  |  |  |  |
| 3  | Флаг Бразилии   | Защ | Дуглас Сантос (капитан) | 1994 |  |  |  |  |  |
| 4  | Флаг России     | Защ | Юрий Горшков            | 1999 |  |  |  |  |  |
| 6  | Флаг Словении   | Защ | Ваня Дркушич            | 1999 |  |  |  |  |  |
| 23 | Флаг России     | Защ | Арсен Адамов            | 1999 |  |  |  |  |  |
| 25 | Флаг Сербии     | Защ | Страхиня Эракович       | 2001 |  |  |  |  |  |
| 28 | Флаг Казахстана | Защ | Нуралы Алип             | 1999 |  |  |  |  |  |
| 33 | Флаг Бразилии   | Защ | Нино                    | 1997 |  |  |  |  |  |
| 66 | Флаг Аргентины  | Защ | Роман Вега              | 2004 |  |  |  |  |  |
|    |                 |     |                         |      |  |  |  |  |  |
| 5  | Флаг Колумбии   | ПЗ  | Вильмар Барриос         | 1993 |  |  |  |  |  |
| 8  | Флаг Бразилии   | ПЗ  | Вендел                  | 1997 |  |  |  |  |  |

| 9  | Флаг Бразилии  | ПЗ  | Жерсон            | 1997 |  |  |  |  |  |
| 14 | Флаг Сербии    | ПЗ  | Саша Зделар       | 1995 |  |  |  |  |  |
| 11 | Флаг Бразилии  | ПЗ  | Луис Энрике       | 2001 |  |  |  |  |  |
| 17 | Флаг России    | ПЗ  | Андрей Мостовой   | 1997 |  |  |  |  |  |
| 18 | Флаг России    | ПЗ  | Ярослав Михайлов  | 2003 |  |  |  |  |  |
| 21 | Флаг России    | ПЗ  | Александр Ерохин  | 1989 |  |  |  |  |  |
| 31 | Флаг Бразилии  | ПЗ  | Густаво Мантуан   | 2001 |  |  |  |  |  |
|    |                |     |                   |      |  |  |  |  |  |
| 7  | Флаг России    | Нап | Александр Соболев | 1997 |  |  |  |  |  |
| 10 | Флаг России    | Нап | Максим Глушенков  | 1999 |  |  |  |  |  |
| 20 | Флаг Бразилии  | Нап | Педро             | 2006 |  |  |  |  |  |
| 30 | Флаг Колумбии  | Нап | Матео Кассьерра   | 1997 |  |  |  |  |  |
| 32 | Флаг Аргентины | Нап | Лусиано Гонду     | 2001 |  |  |  |  |  |

№ 12 закреплён за болельщиками клуба.
«Зенит-2»

Состав «Зенита-2» по заявке Второй лиги.

| 66 | Флаг России | Вр  | Алексей Петров         | 2007 |  |  |  |  |  |
| 93 | Флаг России | Вр  | Максим Шичанин         | 2005 |  |  |  |  |  |
| 95 | Флаг России | Вр  | Георгий Королёв        | 2003 |  |  |  |  |  |
|    |             |     |                        |      |  |  |  |  |  |
| 36 | Флаг России | Защ | Андрей Яковлев         | 1995 |  |  |  |  |  |
| 43 | Флаг России | Защ | Денис Терентьев        | 1992 |  |  |  |  |  |
| 47 | Флаг России | Защ | Евгений Лукиных        | 2005 |  |  |  |  |  |
| 57 | Флаг России | Защ | Никита Лобов (капитан) | 2005 |  |  |  |  |  |
| 65 | Флаг России | Защ | Виталий Французов      | 2005 |  |  |  |  |  |
| 80 | Флаг России | Защ | Илья Булыгин           | 2003 |  |  |  |  |  |
| 92 | Флаг России | Защ | Иван Шилёнок           | 2005 |  |  |  |  |  |
|    |             |     |                        |      |  |  |  |  |  |
| 37 | Флаг России | ПЗ  | Дмитрий Бацман         | 2005 |  |  |  |  |  |
| 40 | Флаг России | ПЗ  | Георгий Кашеев         | 2006 |  |  |  |  |  |
| 45 | Флаг России | ПЗ  | Кирилл Глазунов        | 2005 |  |  |  |  |  |

| 70 | Флаг России | ПЗ  | Никита Вершинин   | 2004 |  |  |  |  |  |
| 83 | Флаг России | ПЗ  | Кирилл Столбов    | 2004 |  |  |  |  |  |
| 85 | Флаг России | ПЗ  | Сергей Чернов     | 2006 |  |  |  |  |  |
| 87 | Флаг России | ПЗ  | Савелий Никифоров | 2005 |  |  |  |  |  |
| 89 | Флаг России | ПЗ  | Матвей Иванов     | 2007 |  |  |  |  |  |
|    |             |     |                   |      |  |  |  |  |  |
| 38 | Флаг России | Нап | Артём Фролов      | 2002 |  |  |  |  |  |
| 39 | Флаг России | Нап | Максим Хохлов     | 2006 |  |  |  |  |  |
| 51 | Флаг России | Нап | Вадим Шилов       | 2008 |  |  |  |  |  |
| 52 | Флаг России | Нап | Тимур Иванов      | 2005 |  |  |  |  |  |
| 53 | Флаг России | Нап | Александр Егурнев | 2002 |  |  |  |  |  |
| 76 | Флаг России | Нап | Роман Колмаков    | 2004 |  |  |  |  |  |
| 86 | Флаг России | Нап | Дмитрий Барков    | 1992 |  |  |  |  |  |
| 91 | Флаг России | Нап | Кирилл Косарев    | 2001 |  |  |  |  |  |

Молодёжный состав

Состав «Зенита-м» по заявке Молодёжной футбольной лиги.

| 62 | Флаг России | Вр  | Максим Зборовский | 2008 |  |  |  |  |  |
| 84 | Флаг России | Вр  | Артём Митяев      | 2007 |  |  |  |  |  |
| 96 | Флаг России | Вр  | Максим Зайцев     | 2008 |  |  |  |  |  |
|    |             |     |                   |      |  |  |  |  |  |
| 49 | Флаг России | Защ | Сергей Сьянов     | 2007 |  |  |  |  |  |
| 68 | Флаг России | Защ | Михаил Мансуров   | 2006 |  |  |  |  |  |
| 72 | Флаг России | Защ | Алексей Бусалаев  | 2007 |  |  |  |  |  |
| 73 | Флаг России | Защ | Максим Лавриков   | 2007 |  |  |  |  |  |
| 74 | Флаг России | Защ | Егор Красников    | 2007 |  |  |  |  |  |
| 78 | Флаг России | Защ | Илья Ушаков       | 2007 |  |  |  |  |  |
| 94 | Флаг России | Защ | Степан Вавилов    | 2006 |  |  |  |  |  |
| 97 | Флаг России | Защ | Евгений Дубинин   | 2006 |  |  |  |  |  |
| 98 | Флаг России | Защ | Герман Ива        | 2007 |  |  |  |  |  |
|    |             |     |                   |      |  |  |  |  |  |
| 50 | Флаг России | ПЗ  | Данил Лукиян      | 2006 |  |  |  |  |  |

| 54 | Флаг России   | ПЗ  | Степан Шевченко     | 2007 |  |  |  |  |  |
| 61 | Флаг России   | ПЗ  | Даниил Кондаков     | 2008 |  |  |  |  |  |
| 63 | Флаг России   | ПЗ  | Станислав Карелин   | 2006 |  |  |  |  |  |
| 69 | Флаг России   | ПЗ  | Андрей Прощалыкин   | 2007 |  |  |  |  |  |
| 71 | Флаг России   | ПЗ  | Дмитрий Шумихин     | 2007 |  |  |  |  |  |
| 75 | Флаг России   | ПЗ  | Богдан Левандовский | 2008 |  |  |  |  |  |
| 81 | Флаг Беларуси | ПЗ  | Даниэль Вольский    | 2007 |  |  |  |  |  |
| 90 | Флаг России   | ПЗ  | Илья Гущин          | 2006 |  |  |  |  |  |
|    |               |     |                     |      |  |  |  |  |  |
| 48 | Флаг России   | Нап | Артур Гагиев        | 2006 |  |  |  |  |  |
| 56 | Флаг России   | Нап | Ярослав Кошевич     | 2007 |  |  |  |  |  |
| 58 | Флаг России   | Нап | Алексей Касаджиков  | 2007 |  |  |  |  |  |
| 59 | Флаг России   | Нап | Андрей Касаджиков   | 2007 |  |  |  |  |  |
| 60 | Флаг России   | Нап | Гордей Сокирко      | 2007 |  |  |  |  |  |

#### Игроки в аренде
| \| № \| \| Поз. \| Имя \| Год рождения \| \| -- \| \| ---- \| -------------------------------------------------- \| ------------ \| \| 37 \| \| ПЗ \| Ду Кейрос (в Оренбурге до 30 июня 2026) \| 2000 \| \| 46 \| \| Защ \| Кирилл Обонин (в Балтике до 30 июня 2026) \| 2006 \| \| 53 \| \| Защ \| Матвей Бардачёв (в Урале до 30 июня 2026) \| 2006 \| \| 54 \| \| Защ \| Илья Кирш (в Черноморце до 30 июня 2026) \| 2004 \| \| 71 \| \| Вр \| Даниил Одоевский (в Ростове до 30 июня 2026) \| 2003 \| \| 77 \| \| ПЗ \| Ильзат Ахметов (в Крыльях Советов до 30 июня 2026) \| 1997 \| \| 79 \| \| ПЗ \| Дмитрий Васильев (в Сочи до 30 июня 2026) \| 2004 \| \| 82 \| \| Защ \| Сергей Волков (в Сочи до 30 июня 2026) \| 2002 \| \| 88 \| \| ПЗ \| Никита Хват (в Авангарде до 30 июня 2026) \| 2007 \| |               |      |                                                    |              |
| № |               | Поз. | Имя                                                | Год рождения |
| 37 | Флаг Бразилии | ПЗ   | Ду Кейрос (в Оренбурге до 30 июня 2026)            | 2000         |
| 46 | Флаг России   | Защ  | Кирилл Обонин (в Балтике до 30 июня 2026)          | 2006         |
| 53 | Флаг России   | Защ  | Матвей Бардачёв (в Урале до 30 июня 2026)          | 2006         |
| 54 | Флаг России   | Защ  | Илья Кирш (в Черноморце до 30 июня 2026)           | 2004         |
| 71 | Флаг России   | Вр   | Даниил Одоевский (в Ростове до 30 июня 2026)       | 2003         |
| 77 | Флаг России   | ПЗ   | Ильзат Ахметов (в Крыльях Советов до 30 июня 2026) | 1997         |
| 79 | Флаг России   | ПЗ   | Дмитрий Васильев (в Сочи до 30 июня 2026)          | 2004         |
| 82 | Флаг России   | Защ  | Сергей Волков (в Сочи до 30 июня 2026)             | 2002         |
| 88 | Флаг России   | ПЗ   | Никита Хват (в Авангарде до 30 июня 2026)          | 2007         |

#### Не заявлены
| \| № \| \| Поз. \| Имя \| Год рождения \| \| -- \| \| ---- \| ----------------- \| ------------ \| \| 13 \| \| Вр \| Никита Гойло \| 1998 \| \| 15 \| \| Защ \| Вячеслав Караваев \| 1995 \| \| 61 \| \| Вр \| Богдан Москвичёв \| 2004 \| \| 77 \| \| Защ \| Роберт Ренан \| 2003 \| |               |      |                   |              |
| № |               | Поз. | Имя               | Год рождения |
| 13 | Флаг России   | Вр   | Никита Гойло      | 1998         |
| 15 | Флаг России   | Защ  | Вячеслав Караваев | 1995         |
| 61 | Флаг России   | Вр   | Богдан Москвичёв  | 2004         |
| 77 | Флаг Бразилии | Защ  | Роберт Ренан      | 2003         |

## Трансферы 2025/2026

### Лето 2025
Пришли
| Поз. | Игрок              | Прежний клуб       |
| ---- | ------------------ | ------------------ |
| Вр   | Богдан Москвичёв** | Оренбург           |
| Защ  | Денис Терентьев*** | Балтика            |
| Защ  | Арсен Адамов**     | Ахмат              |
| Защ  | Роман Вега         | Архентинос Хуниорс |
| Защ  | Роберт Ренан**     | Аш-Шабаб (Эр-Рияд) |
| ПЗ   | Жерсон             | Фламенго           |
| ПЗ   | Ярослав Михайлов** | Оренбург           |
| Нап  | Дмитрий Барков***  | Ленинградец        |
| Нап  | Кирилл Косарев***  | Леон Сатурн        |

Ушли
| Поз. | Игрок               | Новый клуб                |
| ---- | ------------------- | ------------------------- |
| Защ  | Огнен Мимович**     | Фенербахче                |
| Защ  | Илья Кирш*          | Черноморец (Новороссийск) |
| Защ  | Александр Тарасов   | Ростов                    |
| Защ  | Дмитрий Чистяков*** | Ростов                    |
| Защ  | Сергей Волков*      | Сочи                      |
| ПЗ   | Дмитрий Васильев*   | Сочи                      |
| ПЗ   | Ильзат Ахметов*     | Крылья Советов            |
| ПЗ   | Алексей Сутормин*** | Крылья Советов            |
| ПЗ   | Зелимхан Бакаев***  | Локомотив (Москва)        |
| ПЗ   | Ду Кейрос*          | Оренбург                  |

* В аренду 

** Из аренды 

*** Свободный агент

## Руководство клуба

### Руководство
- Елена Илюхина — председатель совета директоров
- Александр Медведев — председатель правления, генеральный директор
- Максим Погорелов — исполнительный директор
- Андрей Аршавин — заместитель генерального директора по спортивному развитию
- Александр Васильев — заместитель гендиректора по безопасности и защите информации
- Владимир Литвинов — заместитель генерального директора по инфраструктуре
- Жанна Дембо — заместитель генерального директора по связям с общественностью
- Олег Задубровский — директор юридического департамента
- Алексей Пак — глава коммерческого департамента
- Михаил Бирюков — советник председателя правления
- Дамьен Ле Таллек — советник председателя правления

## Тренерский штаб

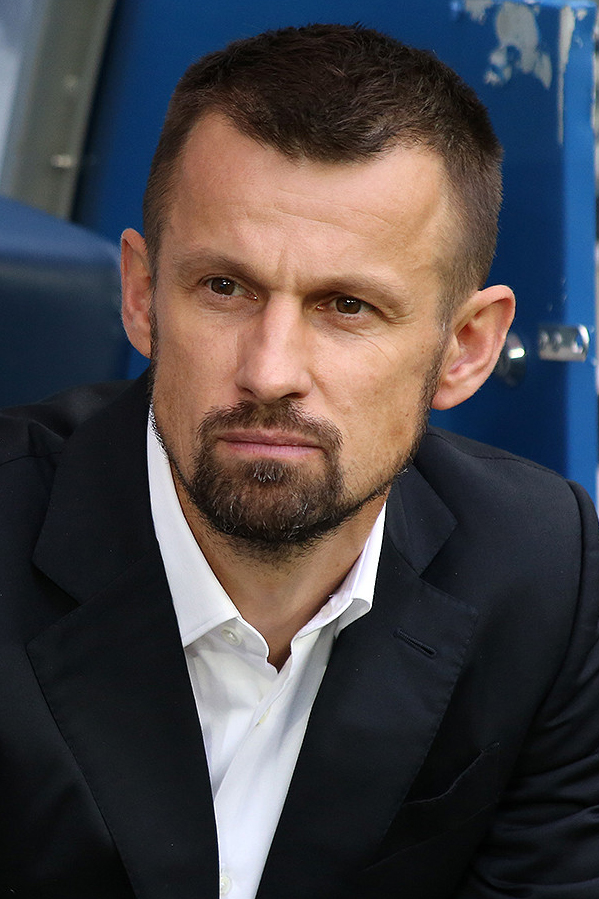
Сергей Семак — главный тренер «Зенита»

### Основной состав
- Сергей Семак — главный тренер
- Игорь Симутенков — ассистент главного тренера
- Анатолий Тимощук — ассистент главного тренера
- Вильям Артур де Оливейра — ассистент главного тренера
- Александр Анюков — ассистент главного тренера
- Юрий Жевнов — тренер вратарей
- Илья Горбачёв — начальник команды
- Иван Карминати — тренер по физической подготовке
- Альберто Наварро — тренер по физической подготовке
- Арис Наглич — тренер по физической подготовке
- Антонио Тапиа де ла Рубиа — тренер по физической подготовке
- Василий Галямин — специалист по аналитике

### Молодёжный состав
- Александр Селенков — старший тренер
- Юрий Солнцев — ассистент главного тренера
- Александр Владимиров — тренер вратарей
- Тимофей Бережков — тренер по физической подготовке

### «Зенит-2»
- Константин Коноплёв — главный тренер
- Дмитрий Васильев — ассистент старшего тренера
- Сергей Киселёв — тренер
- Евгений Понятовский — тренер вратарей
- Кирилл Костин — тренер по физической подготовке

## Результаты выступлений

### Еврокубки
| Сезон     | Кубок                                | Этап           | И   | В  | Н  | П  | М       | Бомбардир                       | МНС | МКС |
| --------- | ------------------------------------ | -------------- | --- | -- | -- | -- | ------- | ------------------------------- | --- | --- |
| 1981/1982 | Кубок УЕФА                           | 1/32           | 2   | 0  | 0  | 2  | 2−6     | Желудков, Казачёнок — 1         | -   | -   |
| 1985/1986 | Кубок чемпионов                      | 1/16—1/8       | 4   | 3  | 0  | 1  | 7−4     | Желудков — 3                    | -   | 122 |
| 1987/1988 | Кубок УЕФА                           | 1/32           | 2   | 1  | 0  | 1  | 2−5     | Желудков, Чухлов — 1            | 117 | 76  |
| 1989/1990 | Кубок УЕФА                           | 1/32—1/16      | 4   | 1  | 1  | 2  | 3−7     | Попелнуха, Степанов, Чухлов — 1 | 83  | 60  |
| 1999/2000 | Кубок УЕФА                           | 1/64           | 2   | 0  | 1  | 1  | 2−5     | Кондрашов, Панов — 1            | -   | 135 |
| 2000/2001 | Кубок Интертото                      | 1/8—Ф          | 8   | 6  | 1  | 1  | 17−7    | Попович — 5                     | 135 | 158 |
| 2002/2003 | Кубок УЕФА                           | Q1—R1          | 4   | 3  | 0  | 1  | 16−4    | Осипов, Ранджелович — 3         | 167 | 177 |
| 2004/2005 | Кубок УЕФА                           | Q2—Групповой   | 8   | 4  | 2  | 2  | 18−10   | Кержаков — 6                    | 186 | 124 |
| 2005/2006 | Кубок УЕФА                           | Q2—1/4         | 14  | 6  | 6  | 2  | 17−14   | Кержаков — 7                    | 124 | 60  |
| 2007/2008 | Кубок УЕФА                           | Q2—О           | 17  | 9  | 4  | 4  | 31−15   | Погребняк — 11                  | 60  | 27  |
| 2008/2009 | Суперкубок УЕФА                      | О              | 1   | 1  | 0  | 0  | 2−1     |                                 | 27  | 18  |
| 2008/2009 | Лига чемпионов                       | Групповой      | 6   | 1  | 2  | 3  | 4−7     |                                 | 27  | 18  |
| 2008/2009 | Кубок УЕФА                           | 1/16—1/8       | 4   | 3  | 0  | 1  | 5−4     |                                 | 27  | 18  |
| 2008/2009 | Всего                                |                | 11  | 5  | 2  | 4  | 11−12   | Данни — 3                       | 27  | 18  |
| 2009/2010 | Лига Европы                          | Q4             | 2   | 0  | 1  | 1  | 4−5     | Семшов, Текке — 2               | 18  | 26  |
| 2010/2011 | Лига чемпионов                       | Q3—Q4          | 4   | 2  | 1  | 1  | 2−2     |                                 | 26  | 31  |
| 2010/2011 | Лига Европы                          | Групповой—1/8  | 10  | 8  | 0  | 2  | 24−12   |                                 | 26  | 31  |
| 2010/2011 | Всего                                |                | 14  | 10 | 1  | 3  | 26−14   | Кержаков — 5                    | 26  | 31  |
| 2011/2012 | Лига чемпионов                       | Групповой—1/8  | 8   | 3  | 3  | 2  | 10−9    | Широков — 5                     | 31  | 20  |
| 2012/2013 | Лига чемпионов                       | Групповой      | 6   | 2  | 1  | 3  | 6−9     |                                 | 20  | 21  |
| 2012/2013 | Лига Европы                          | 1/16—1/8       | 4   | 2  | 0  | 2  | 4−5     |                                 | 20  | 21  |
| 2012/2013 | Всего                                |                | 10  | 4  | 1  | 5  | 10−14   | Халк — 3                        | 20  | 21  |
| 2013/2014 | Лига чемпионов                       | Q3—1/8         | 12  | 6  | 3  | 3  | 23−17   | Халк, Широков — 5               | 21  | 18  |
| 2014/2015 | Лига чемпионов                       | Q3—Групповой   | 10  | 5  | 1  | 4  | 10−7    |                                 | 18  | 15  |
| 2014/2015 | Лига Европы                          | 1/16—1/4       | 6   | 3  | 1  | 2  | 9−5     |                                 | 18  | 15  |
| 2014/2015 | Всего                                |                | 16  | 8  | 2  | 6  | 19−12   | Рондон, Халк — 6                | 18  | 15  |
| 2015/2016 | Лига чемпионов                       | Групповой—1/8  | 8   | 5  | 0  | 3  | 14−9    | Дзюба — 6                       | 15  | 15  |
| 2016/2017 | Лига Европы                          | Групповой—1/16 | 8   | 6  | 0  | 2  | 20−11   | Жулиано — 8                     | 15  | 19  |
| 2017/2018 | Лига Европы                          | Q3—1/8         | 14  | 8  | 2  | 4  | 26−11   | Кокорин — 9                     | 19  | 16  |
| 2018/2019 | Лига Европы                          | Q3—1/8         | 14  | 6  | 2  | 6  | 23−20   | Дзюба — 5                       | 16  | 19  |
| 2019/2020 | Лига чемпионов                       | Групповой      | 6   | 2  | 1  | 3  | 7−9     | Азмун, Дзюба — 2                | 19  | 22  |
| 2020/2021 | Лига чемпионов                       | Групповой      | 6   | 0  | 1  | 5  | 4−13    | Дзюба, Дриусси, Ерохин — 1      | 22  | 28  |
| 2021/2022 | Лига чемпионов                       | Групповой      | 6   | 1  | 2  | 3  | 10−10   |                                 | 28  | 33  |
| 2021/2022 | Лига Европы                          | 1/16           | 2   | 0  | 1  | 1  | 2−3     |                                 | 28  | 33  |
| 2021/2022 | Всего                                |                | 8   | 1  | 3  | 4  | 12−13   | Азмун, Клаудиньо — 2            | 28  | 33  |
| Всего     | Кубок чемпионов, Лига чемпионов (11) |                | 76  | 30 | 15 | 31 | 98-96   | Халк — 13                       |     |     |
| Всего     | Кубок УЕФА, Лига Европы (17)         |                | 117 | 60 | 21 | 36 | 208−142 | Кержаков — 20                   |     |     |
| Всего     | Кубок Интертото (1)                  |                | 8   | 6  | 1  | 1  | 17-7    | Попович — 5                     |     |     |
| Всего     | Суперкубок УЕФА (1)                  |                | 1   | 1  | 0  | 0  | 2−1     | Данни, Погребняк — 1            |     |     |
| Всего     | Всего в еврокубках (24)              |                | 202 | 97 | 37 | 68 | 325−246 | Кержаков — 26                   |     |     |

- Наибольшее количество игр в еврокубках провёл Александр Анюков (106).
- Лучший бомбардир еврокубков — Александр Кержаков (26 голов).
- Лучший бомбардир в одном евросезоне — Павел Погребняк (11, сезон 2007/08).

«Зенит» — обладатель Кубка УЕФА 2007/08

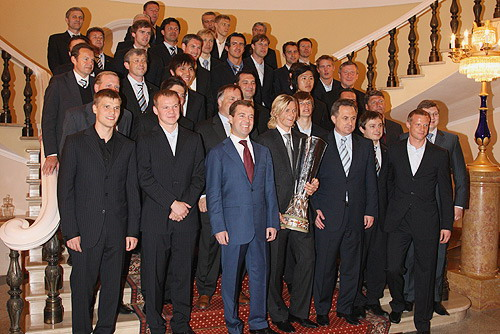
«Зенит» с Кубком УЕФА в Кремле

### Крупнейшие победы и поражения
Победы:
В чемпионате СССР:
- «Зенит» — «Жальгирис» — 7:0 (1962 год)

В чемпионате России:
- «Зенит» — «Оренбург» — 8:0 (2022 год)

В кубке СССР:
- «Зенит» — «Торпедо» Кутаиси — 8:1 (1981 год)

В кубке России:
- «Зенит» — «Динамо» Санкт-Петербург — 7:1 (1993 год)
- «Волга» Тверь — «Зенит» — 1:7 (1995 год)
- «Зенит» — «Динамо» Вологда — 6:0 (1995 год)
- «Зенит» — «Иртыш» Омск — 7:1 (2004 год)
- «Зенит» — «Динамо» Москва — 9:3 (2007 год)
- «Зенит» — «КАМАЗ» Набережные Челны — 6:0 (2022 год)

В европейских кубках:
- «Зенит» — АЗ (Нидерланды) — 5:0 (2016 год)
- «Вардар» (Македония) — «Зенит» — 0:5 (2017 год)

В квалификационных раундах европейских кубков:
- «Зенит» — «Энкамп» (Андорра) — 8:0 (2002 год)

Поражения:
В чемпионате СССР:
- «Зенит» — «Динамо» Москва — 0:8 (1949 год)

В чемпионате России:
- «Динамо» Москва — «Зенит» — 7:1 (2003 год)
- «Черноморец» Новороссийск — «Зенит» — 6:0 (1994 год, первая лига)

В кубке СССР:
- ЦДКА — «Зенит» — 7:0 (1945 год)

В кубке России:
- «Зенит» — «Локомотив» Москва — 0:4 (1995 год)
- «Анжи» Махачкала — «Зенит» — 4:0 (2016 год)

В европейских кубках:
- «Брюгге» (Бельгия) — «Зенит» — 5:0 (1987 год)
- «Штутгарт» (Германия) — «Зенит» — 5:0 (1989 год)

### Самые продолжительные серии
В чемпионате России:
- Победная (2): 9 матчей: 2010 (+9=0−0, 20−4); 2014 (+9=0−0, 30−5)
- Беспроигрышная: 26 матчей: 2009—2010 (+19=7−0, 49−14)
- Безвыигрышная: 11 матчей: 2002 (+0=5−6, 10−18)
- Проигрышная (6): 3 матча: 1992 (+0=0−3, 3−11); 1996 (+0=0−3, 1−5); 1997 (+0=0−3, 0−7); 2001 (+0=0−3, 0−6); 2002 (+0=0−3, 2−6); 2005 (+0=0−3, 0−4)

## Рекордсмены клуба

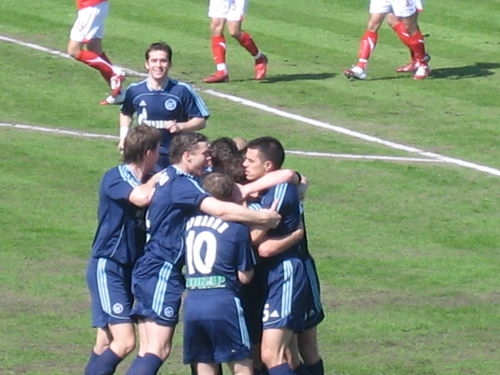
Команда празднует гол, забитый московскому «Спартаку» (30 апреля 2006)

- Наибольшее количество официальных матчей провёл Анатолий Давыдов (456).
- Лучший бомбардир в истории клуба — Александр Кержаков — 162 гола.
- Лучший бомбардир в официальных матчах одного сезона — Владимир Кулик — 40 голов в сезоне 1993 года.
- Рекордсмен по количеству трофеев в составе клуба — Михаил Кержаков — 17 трофеев.

### Игроки-рекордсмены
| Рекордсмены клуба по количеству матчей |       |
| Игрок                                  | Матчи |
| Анатолий Давыдов                       | 456   |
| Вячеслав Малафеев                      | 442   |
| Лев Бурчалкин                          | 423   |
| Александр Анюков                       | 417   |
| Александр Кержаков                     | 386   |
| Владимир Голубев                       | 384   |
| Михаил Бирюков                         | 383   |
| Андрей Аршавин                         | 376   |
| Михаил Лохов                           | 371   |
| Павел Садырин                          | 360   |

| Лучшие бомбардиры в истории клуба |      |
| Игрок                             | Голы |
| Александр Кержаков                | 162  |
| Артём Дзюба                       | 108  |
| Владимир Кулик                    | 101  |
| Юрий Желудков                     | 87   |
| Владимир Клементьев               | 84   |
| Лев Бурчалкин                     | 82   |
| Андрей Аршавин                    | 80   |
| Владимир Казачёнок                | 78   |
| Халк                              | 77   |
| Данни                             | 68   |

## Капитаны клуба
| Период    | Капитан             |
| --------- | ------------------- |
| 1936—1940 | Борис Ивин          |
| 1940—1943 | Александр Зябликов  |
| 1944—1945 | Иван Куренков       |
| 1946      | Виктор Смагин       |
| 1947—1948 | Алексей Пшеничный   |
| 1948—1949 | Николай Копус       |
| 1950      | Николай Смирнов     |
| 1951—1953 | Фридрих Марютин     |
| 1953      | Николай Смирнов     |
| 1954—1956 | Николай Самарин     |
| 1957—1960 | Александр Иванов    |
| 1961      | Роберт Совейко      |
| 1962—1963 | Станислав Завидонов |
| 1963—1964 | Лев Бурчалкин       |
| 1965      | Василий Данилов     |
| 1966      | Лев Бурчалкин       |
| 1967      | Василий Данилов     |
| 1968—1970 | Лев Бурчалкин       |
| 1971—1974 | Павел Садырин       |
| 1975—1978 | Владимир Голубев    |
| 1978—1980 | Вячеслав Мельников  |
| 1981—1984 | Николай Ларионов    |
| 1984—1991 | Михаил Бирюков      |

| Период     | Капитан            |
| ---------- | ------------------ |
| 1992       | Михаил Левин       |
| 1993—1994  | Алексей Наумов     |
| 1994       | Максим Боков       |
| 1995—1996  | Владимир Кулик     |
| 1997       | Олег Дмитриев      |
| 1997—1999  | Юрий Вернидуб      |
| 2000       | Роман Березовский  |
| 2000—2001  | Андрей Кобелев     |
| 2001—2003  | Алексей Игонин     |
| 2003—2007  | Владислав Радимов  |
| 2007       | Андрей Аршавин     |
| 2007       | Эрик Хаген         |
| 2007—2009  | Анатолий Тимощук   |
| 2009—2012  | Александр Анюков   |
| 2012       | Вячеслав Малафеев  |
| 2013       | Роман Широков      |
| 2013—2014  | Константин Зырянов |
| 2014—2017  | Данни              |
| 2017—2018  | Доменико Кришито   |
| 2018—2019  | Александр Анюков   |
| 2019—2020  | Бранислав Иванович |
| 2020       | Артём Дзюба        |
| 2020—2022  | Деян Ловрен        |
| 2023—н. в. | Дуглас Сантос      |

## Президенты клуба
- Евгений Альфонсович (Александрович) Вершинский (1989—1990, председатель клуба — заместитель гендиректора ЛОМО по коммерции)[130]
- Владислав Гусев (1990—1992, председатель исполкома Ленинградского городского хозрасчетного клуба «Зенит»)[131]
- Леонид Туфрин (1992—1994)
- Виталий Мутко (1995—2003)
- Давид Трактовенко (ноябрь 2003[132] — декабрь 2005[133][134])
- Сергей Фурсенко (20 января 2006 — 13 марта 2008)[135]
- Александр Дюков (13 марта 2008 — 26 мая 2017)[136]
- Сергей Фурсенко (26 мая 2017 — 22 февраля 2019)
- Александр Медведев (с 22 февраля 2019, президент — генеральный директор)[137]

## Главные тренеры
- Павел Бутусов (1935)
- Пётр Филиппов (1936—1938)
- Борис Ивин (1938, и. о.)
- Константин Егоров (1938—1940)
- Пётр Филиппов (1940)
- Константин Лемешев (1944—1945)
- Михаил Бутусов (1946)
- Иван Таланов (1946—1948)
- Константин Лемешев (1948—1950)
- Георгий Ласин (1950—1951)
- Владимир Лемешев (1952—1954)
- Николай Люкшинов (1954—1955)
- Аркадий Алов (1956—1957)
- Георгий Жарков (1957—1960)
- Геннадий Бондаренко (1960)
- Евгений Елисеев (1961—1964)
- Валентин Фёдоров (1964—1966)
- Аркадий Алов (1967)
- Артём Фальян (1968—1970)
- Евгений Горянский (1970—1972)
- Герман Зонин (1973—1977)
- Юрий Морозов (1977—1982)
- Павел Садырин (1983—1987)
- Владимир Голубев (1987)
- Станислав Завидонов (1988—1989)
- Владимир Голубев (1989)
- Анатолий Коньков (1990)
- Вячеслав Булавин (1990)
- Юрий Морозов (1991)
- Вячеслав Мельников (1992—1994)
- Павел Садырин (1994—1996)
- Анатолий Бышовец (1996—1998)
- Анатолий Давыдов (1998—2000)
- Юрий Морозов (2000—2002)
- Михаил Бирюков (2002, и. о.)
- Борис Раппопорт (2002)
- Властимил Петржела (2002—2006)
- Владимир Боровичка (2006, и. о.)
- Дик Адвокат (2006—2009)
- Анатолий Давыдов (2009)
- Лучано Спаллетти (2009—2014)
- Сергей Семак (2014, и. о.)
- Андре Виллаш-Боаш (2014—2016)
- Мирча Луческу (2016—2017)
- Роберто Манчини (2017—2018)
- Сергей Семак (с 2018)

## Стадионы
В истории «Зенита» начиная с 1936 года домашние игры проводились на 12 стадионах. На половине из них команда провела от одного до пяти матчей.
Сперва футболисты ЛМЗ играли на поле в саду «Пролетарий». В 1934 в их распоряжение поступил один из лучших городских стадионов — имени КСИ (Красного спортивного интернационала) на Кондратьевском проспекте. С момента постройки в 1927 году он принадлежал Ленинградскому обкому машиностроителей. Трибуны стадиона вмещали около 5 тысяч зрителей, хотя, например, на дебютную игру «Сталинца» в первенстве СССР 17 июня 1936 собралось 8 тысяч болельщиков. В 1938 году завод получил крупный заказ, и в целях расширения производства на месте стадиона был возведён инструментальный цех. Футболисты стали тренироваться на стадионе возле Новочеркасской площади, а играть матчи — на стадионе имени Ленина. В 1939 году Ленсовет отвёл для строительства нового стадиона для команды место за кинотеатром «Гигант», но оказалось, что ранее там уже было запланировано строительство плавательного бассейна. Был организован конкурс на проект нового стадиона, но из-за начавшейся войны эта идея была забыта.
На стадионе имени Ленина «Сталинец» провёл пять из шести домашних матчей на Кубок СССР в 1936—1939 годах. В чемпионате СССР на этом стадионе, вмещающем 25 тысяч зрителей, команда дебютировала 30 мая 1938. В годы войны стадион практически лишился деревянных трибун, и с 1944 года «Зенит» стал играть на стадионе «Динамо», который вмещал до 15 тысяч зрителей, а на некоторых играх — до 25 тысяч.
В 1950—1992 годах и первой половине 1995 года домашней ареной «Зенита» являлся стадион имени Кирова (100 тыс. зрителей, с 1980 — 74 тыс., с 1994 — 62 тыс.). В 2006 году начался его демонтаж для освобождения площадки под строительство новой домашней арены.
Ряд домашних матчей на стадионе имени Ленина «Зенит» проводил в 1963, 1966—1969, 1975, 1978—1981 годах. Две игры в Кубке СССР 1978 и два матча в первенстве страны (1990, 1993) проводились на улице Бутлерова во дворце спортивных игр «Зенит» с искусственным покрытием, некоторые весенние и осенние матчи в 1980—1990, 1992 — в СКК имени Ленина. Два первых матча сезона-1980 и 6 встреч в 1994 были сыграны на стадионе Кировского завода, 14 матчей в 1993 и 4 в 1994 — на «Обуховце». Один матч в 1993 игрался на «Турбостроителе».
В Кубке России по одному матчу были проведены на стадионе «Луч» (25 июля 1992 года) и запасном поле стадиона имени Кирова (8 мая 1993 года).
С 10 августа 1994 года по 8 апреля 2017 года домашним стадионом «Зенита» являлся «Петровский» (бывший стадион имени Ленина) вместимостью 21 570 зрителей.
С 22 апреля 2017 года домашней ареной «Зенита» является стадион «Газпром Арена».

## База
Основная тренировочная база ФК «Зенит» расположена в Удельном парке.
База «Зенита» была построена в 1968 году, а в 2002 году она была значительно реконструирована. Сейчас учебно-спортивная база «Зенит» располагает двумя тренировочными полями с подогревом, восстановительным центром и жилым комплексом.

## Академия ФК «Зенит»
Академия была создана в сентябре 2009 года на базе СДЮШОР «Смена». Академия делится на юношескую и профессиональную, и в ней обучаются юные футболисты в возрасте от 7 лет до 21 года. В каждой возрастной группе занимаются 18-20 футболистов. Юношеская академия включает в себя возрастные группы от 7 до 12 лет и профессиональные команды от 13 до «Зенит-м».

## Бюджет
- в 2007 году составил более 70 млн долларов США[144][145].
- в 2017 году, по неофициальным данным, около 180 млн долларов[146].
- В 2019 году «Зенит» вошёл в тридцатку самых богатых футбольных команд мира[147]. В 2020 году удержался в ТОПе и занял 23 место в списке Soccerex Football Finance[148].

## Медиа
С 1999 по 2014 год выходил ежемесячный 100-полосный журнал «Наш Зенит».
В 2007 году в Санкт-Петербурге было запущено радио «Зенит», владельцами которой являются Газпром-медиа (51 % акций) и футбольный клуб (49 %).

## «Зенит» в народном творчестве и массовой культуре
«Зениту» посвящено множество песен, в том числе таких известных исполнителей, как Александр Розенбаум и группа «Секрет». Группа «Бивни» посвятила «Зениту» цикл из 4 альбомов.
В 2010 году панк-группа «Король и Шут» из Санкт-Петербурга записала песню «Мы верим в „Зенит“» в качестве неофициального гимна клуба, изданную впервые только 7 августа 2023 года вместе со снятым на неё видеоклипом. В клипе снялись актёры Константин Плотников и Влад Коноплёв в образах лидеров группы Михаила Горшенёва и Андрея Князева из сериала «Король и Шут».

## Известные болельщики
- Семён Альтов[153]
- Дмитрий Бивол[источник не указан 66 дней]
- Михаил Боярский[154]
- Александр Бублик
- Елена Ваенга[155]
- Николай Валуев[156]
- Александр Васильев[157]
- Анастасия Волочкова[158]
- Александр Галлямов[источник не указан 66 дней]
- Валерий Гергиев[159]
- Сергей Довлатов[источник не указан 66 дней]
- Александр Друзь[160]
- Андрей Заблудовский[161]
- Филипп Киркоров[162]
- Фёдор Климов[163]
- Андрей Князев[164]
- Альфред Кох[165]
- Иван Краско[166]
- Светлана Кузнецова[источник не указан 66 дней]
- Юрий Маленченко[167]
- Дмитрий Медведев[168]
- Сергей Мигицко[169]
- Алексей Миллер[170]
- Сергей Миронов[171]
- Михаил Мун[172]
- Алексей Мурашов[161]
- Виталий Мутко[173]
- Дмитрий Нагиев[174]
- Нейромонах Феофан[175]
- Ник Перумов[176]
- Вячеслав Петкун[177]
- Виталий Петров[178]
- Евгений Плющенко[179]
- Александр Рогожкин[180]
- Александр Розенбаум[181][182]
- Пётр Свидлер[183]
- Сергей Селин[184]
- Семён Стругачёв[185]
- Максим Траньков[186]
- Роман Трахтенберг[187]
- Елизавета Туктамышева[188]
- Иван Ургант[189]
- Константин Хабенский[190]
- Ростислав Хаит[191]
- Дмитрий Хрусталёв[192]
- Артур Чилингаров[193]
- Михаил Шац[194][195]
- Сергей Шнуров[196]
- Дмитрий Шостакович[197]
- Борис Штоколов[198]
- Татьяна Щуко[199]

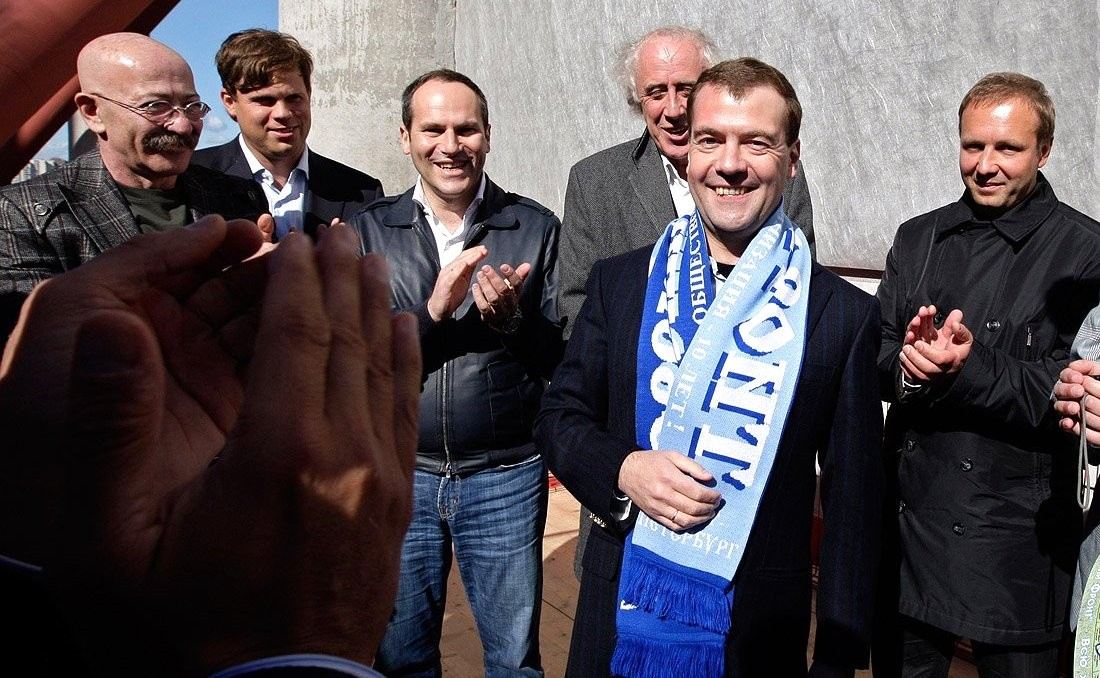
Группа известных болельщиков на строящемся стадионе. 30 мая 2010

Старейшей болельщицей клуба являлась жительница Санкт-Петербурга Регина Самуиловна Донде (1909—2012), скончавшаяся в возрасте 103-х лет.